# 日本の地震年表

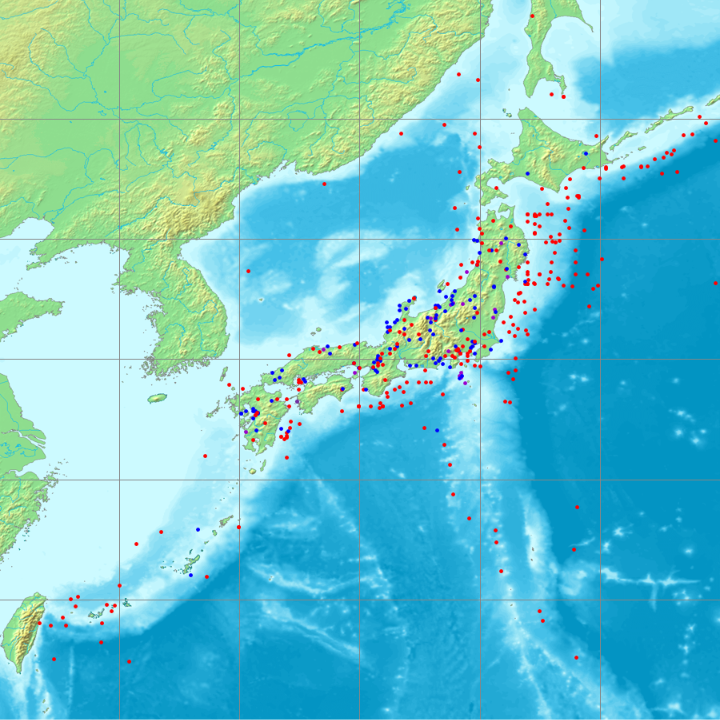
過去に起きた日本の主な地震の震央。赤：M7以上、それ以外の地震で青：死者有り、紫：最大震度6以上。

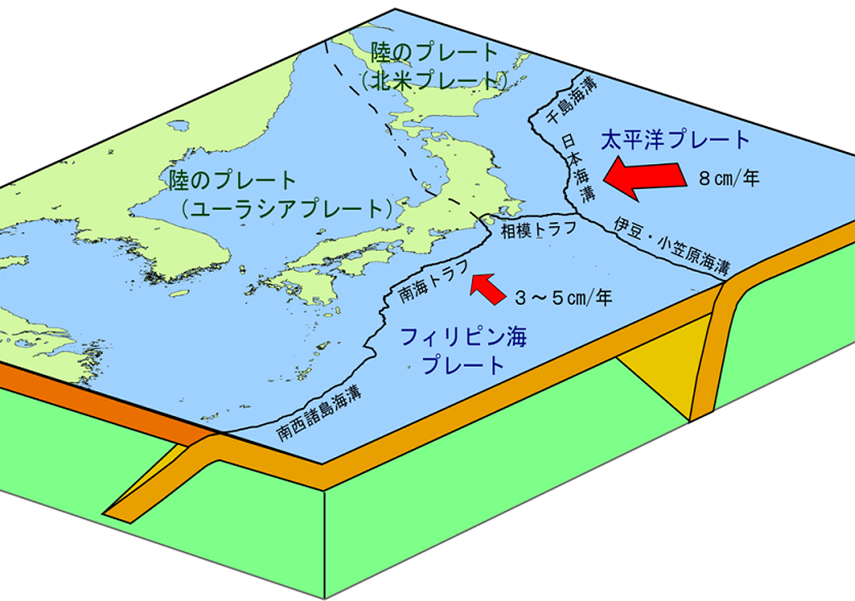
日本列島周辺のプレートの模式図。複数のプレートが互いに衝突し合うという複雑な構造になっている。簡単に言えば、日本で地震の発生が非常に多いのはこのためである。

日本の地震年表（にほんのじしんねんぴょう）では、現在の日本領内にて発生した主な地震の記録を年表形式で記載する。

## 凡例
基本的に地震の名称と共に被災した地域や被害の規模を列挙しているが、特に名称がない地震や名称が分からない地震については代わりに震源地を記載している。地名は現在のものを用いるか、当時の地名とともに現在の地名を併記する。年月日や時間はすべて日本時間で表記している。また、地震発生当時に旧暦を用いていた場合、太陽暦に換算している。なお、西暦表記は1582年10月4日以前はユリウス暦（括弧内にグレゴリオ暦を併記）、1582年10月15日以降はグレゴリオ暦で表記している。

### 基準
この年表では以下の基準を満たす地震を記載している。
- 日本（排他的経済水域を含む）を震源とする地震で、マグニチュード7.0以上、またはマグニチュード6.0以上で日本国内で最大震度6弱以上、または死者・行方不明者1人以上のいずれか1つ以上に該当する場合。
  - 特にマグニチュード8.0以上、または最大震度7、または死者・行方不明者1,000人以上（明治以降は100人以上）の場合は太字で表記する。
- 群発地震や無震帯で起こった地震など、特記すべき地震。

### マグニチュード・震度
マグニチュードの値は、1924年以降は気象庁マグニチュード（Mj）、あるいはアメリカ地質調査所、気象庁または金森(1977)らの推定によるモーメントマグニチュード（Mw）である。津波マグニチュード（Mt）は阿部（1988）による。
1923年以前は多くが、河角（1951）または、宇佐美（1970、2003）あるいは宇津（1999）による推定値である。
1919年以降の震度の値は気象庁震度データベースによる。

### 地震記事の出現頻度に関する注意事項
地震年表では、前後の時代と比較し9世紀に地震が増加している。これは、実際に地震が多く発生したのではなく、中央集権体制が整い為政者側が積極的に情報を収集し、六国史に天変地異が多く収録された背景があり、人為的効果の可能性が考えられている。
六国史の編纂が終了した887年から、近世の1586年頃までは記録が著しく減少する。これは政治体制の未熟さに加え、室町時代から江戸時代初期の検地・刀狩でそれ以前の地方文書（じかたもんじょ）が回収・処分されたらしいことが原因として考えられる。江戸時代から地方の記録も次第に増加し、1884年に郡役所からの地震報告が開始されて漸く全国的な観測体制が整備された。
1996年の計測震度の正式導入、1994年から2007年にかけての気象庁の震度発表地点の大幅な増加により、高震度が観測・発表されやすくなっているため、2000年代以降は本年表の掲載基準に達する地震記事が大幅に増加している。
したがって各時代の記録密度が均質とは言えず、地震年表に現れる記事の多寡を以て直ちに地震活動の盛衰を論ずることはできない。
記録が疑わしく存在が疑問視されている地震もあり、疑問視されている記録には※印を付している。誤記など、存在が否定されている地震には抹消線を入れている。

## 416年より前
文字記録が無いため、堆積物によって地震の発生が推定されている。
- 約6500年から2千数百年前 この間に1707年の宝永地震のように津波堆積物を形成する巨大地震が少なくとも11回発生したと見られる。高知大学特任教授の岡村眞のチームによる蟹ヶ池（高知県土佐市宇佐町竜）の地層の津波堆積物の調査から[20]。
- 約3400年 - 3300年前 六間川 - 大谷津波（静岡県）[21][22]。
- 約4000年から2000年前まで 関東南部周辺、相模トラフ沿いの巨大地震と思われる痕跡が少なくとも5回分見られる[23]。
- 北日本の沖合で地震の可能性。2014年の時点から2000年から200年前までの間に4回、北海道や東北の日本海沿岸で10-15メートルの高さの津波によると思われる堆積物。北海道大学とロシア科学アカデミー極東支部の研究チームが発表した[24]。
- 紀元前1000年頃 南海トラフ巨大地震の発生の可能性。九州の龍神池からこのころの津波堆積物が見つかった。
- 紀元前800年ごろ（BP2860 - 2620） 仙台付近で巨大津波の被害。
- 紀元前100年ごろ（BP2030 - 2190） 仙台付近で巨大津波の被害。
- 紀元前600年頃 南海トラフ巨大地震の発生の可能性。大津波が発生した痕跡がある。
- 紀元前4世紀から紀元前3世紀ごろ - 宮城県気仙沼市大谷海岸で、この頃とみられる津波堆積物が発見された[25][26][注 3]。
- 紀元前200 - 300年頃 海洋研究開発機構などが2014-15年に宮城沖の日本海溝水深約7500メートルの海底10メｰトルを4か所掘削しタービダイトを得て分析し、東北地方太平洋沖地震、享徳地震、貞観地震とともに、この年代の巨大地震の痕跡が確認されたとしている[28]。
- 弥生時代の不明時期 琵琶湖西岸でM7.5の地震。滋賀県文化財保護協会は遺跡調査の結果として、滋賀県高島市針江浜、草津市烏丸崎、野洲市湯ノ部の琵琶湖沿岸の3遺跡が弥生時代のこの地震による液状化でできたものとした[29]。
- 三重県大紀町の芦浜池で20cmの、南伊勢町の座佐池で60cmの、約2,000から2,300yBP[注 4]に相当する南海トラフ地震の津波堆積物が発見される[30][31]。
- 紀元前後 南海トラフ巨大地震の発生の可能性。高知県土佐市蟹ヶ池（海岸から400m内陸）で発見された、1,900yBP前後の地層からの厚さ50cmを超える津波堆積物から[32][33][34]。岡村眞高知大特任教授は蟹ヶ池に到達した過去7千年の16回以上の津波の中で「最大級」とし、「巨大津波で千年分の記録をすべて消してしまうこともある。16回よりも多かった可能性もある」と話した[20]。
- 95年 福島・岩沼沖で地震発生の可能性。アウターライズ地震で、貞観地震や東北地方太平洋沖地震時を超える規模の「東北太平洋沿岸津波」が発生したと推定されている。歴史研究家の飯沼勇義が提唱した[35][36][注 5]。
- ほぼ210年前後 石川県白山市部入道遺跡の液状化痕跡から震度6強級の地震と推定される[注 6]。
- 350年頃 南海トラフ巨大地震の発生の可能性。蟹ヶ池でこのころの津波堆積物が発見された[38]。

## 5世紀
- 416年8月22日（8月23日）（允恭5年7月14日） 允恭地震 - 遠飛鳥宮（大和国/現・奈良県明日香村）付近で地震。『日本書紀』に「地震」の記述がある。玉田宿禰による政治的事件として記述。記録に残る日本史上最初の地震である[39][40]。
- 4世紀 - 5世紀ごろまたは430年ごろ、三陸から房総にかけてM9級の超巨大海溝型地震と津波発生の可能性。産総研は869年の貞観地震と2011年の東北地方太平洋沖地震と同程度の規模の津波だったとみている[41]。宮城県気仙沼市大谷海岸で津波による堆積物が発見された[26][注 3]。

## 6世紀
- 599年5月26日（5月28日）（推古7年4月27日） 推古地震 - M7、大和国（奈良県）で地震。家屋倒壊。『日本書紀』に記述がある。記録に残る日本初の震災記録である[39]。

## 7世紀
- 679年初頭（天武7年12月） 筑紫地震 - M6.5 - 7.5、幅二丈、筑紫国（福岡県）で長さ三千余丈の地割れ（『日本書紀』）。水縄断層の活動による内陸地震との説がある[42]。
- 684年11月26日（11月29日）（天武13年10月14日） 白鳳地震（天武地震、南海道沖または、南海トラフ全域が震源域の可能性あり） - M8+1⁄4（Mw8 - 9[43]）、死者多数。土佐で津波により大きな被害。田園（約12km2）が海面下へ没す（『日本書紀』）。南海道沖の地震を示唆する記録だが地質調査によればほぼ同時期に東海道沖も震源域となった可能性あり。『日本書紀』に、別の日であれば記述されるであろう東海道沖の地震の記録が見られないことから同時に南海トラフ全域が震源域となった可能性がある[44]。日本最古の確かな地震津波記録[39]。

## 8世紀
- 701年5月8日（5月12日）（大宝元年3月26日） 大宝地震 - 丹波（後に丹後に分国）で地震うこと三日（『続日本紀』）、若狭湾の冠島と沓島の一部地域が海没したと伝えられる※が疑わしい[45]。
- 715年
  - 6月30日（7月4日）（和銅8年5月25日） 遠江国地震 - M6.5 - 7.5、遠江国（静岡）で地震。天竜川が塞き止められ、数十日後に決壊して洪水（『続日本紀』）[46]。埋没樹木の年代測定は、714年発生を支持する。
  - 7月1日（7月5日）（和銅8年5月26日） - M6.5 - 7.0、三河国地震（愛知）。正倉47棟が倒壊（『続日本紀』）。
- 734年5月14日（5月18日）（天平6年4月7日） 畿内七道地震 - M7、死者多数（『続日本紀』）。生駒断層直下型。誉田山古墳が一部崩壊した時期に相当。
- 745年6月1日（6月5日）（天平17年4月27日） 天平地震 - M7.9。岐阜県美濃地方で地震。天皇平城京に復都（『続日本紀』）。愛知県 - 岐阜県を南北に走る養老断層の1つ前の活動（次が1586年の天正地震）とする説がある。
- 762年6月5日（6月9日）（天平宝字6年5月9日） 美濃・飛騨・信濃（岐阜・長野）で地震（『続日本紀』） - M7以上。糸魚川静岡構造線活断層系で発生したM7+3⁄4 - 8+1⁄4と同じものである可能性がある[47]。
- 797年9月9日（9月13日）（延暦16年8月14日） 畿内で地震（『類聚国史』）。南海トラフ地震があった可能性が保立道久により指摘されている[48]（800年6月に富士山が噴火）。

## 9世紀
- 818年8月ごろ（弘仁9年7月14日?） 弘仁地震 - M7.9、上野国、武蔵国などの関東内陸で液状化を伴う地震。死者多数（『類聚国史』）山が崩れ数里の谷が埋まり、数え切れないほどの人々が圧死した。上野国（こうずけのくに）などの境では地震で潦（にわたずみ）ができた（『類聚（るいじゅう）国史』）[49][50]。
- 827年8月7日（8月11日）（天長4年7月12日） 京都で地震（『類聚国史』） - M6.5 - 7。
- 830年1月30日（2月3日）（天長7年1月3日） 天長地震（『類聚国史』） - M7 - 7.5。
- 841年前半（承和8年5月3日以前） 伊豆国地震 - M7、けが人・圧没者あり（『続日本後紀』）。1930年の地震で活動した丹那断層の、一つ前の活動の検討候補である。
- 850年11月23日（11月27日）（嘉祥3年10月16日） 出羽国地震 - M7、圧死者多数（『文徳実録』、『日本三代実録』）。
- 863年7月6日（7月10日）（貞観5年6月17日） 越中・越後地震 - 圧死者多数（『日本三代実録』）。直江津付近にあった数個の小島が壊滅したと伝えられる※。記録は疑わしいとする見解もある[51][52]。
- 864年6月（貞観6年5月） 富士山噴火（『日本三代実録』）（青木ヶ原樹海を作った貞観大噴火）、阿蘇山噴火。
- 867年11月16日（貞観9年10月13日） 陸奥国大地震[53]。
- 868年7月30日（8月3日）（貞観10年7月8日） 播磨国地震（『日本三代実録』） - M7台[54]。兵庫県の山崎断層帯の活動によるものと思われている。
- 869年7月9日（7月13日）（貞観11年5月26日夜） 貞観地震 - M8.3 - 8.6（Mw>8.7）、陸奥国地大震動、地震に伴う津波（貞観津波）の被害が甚大で死者約1,000人（『日本三代実録』）。多賀城損壊。津波堆積物調査から震源域が岩手県沖〜福島県沖、または茨城県沖の連動型超巨大地震の可能性も指摘される[注 7]。東北地方太平洋側で繰り返し発生していると推定されるM9クラスの地震の候補とされる[25][55]。
- 878年10月28日（11月1日）（元慶2年9月29日） 相模・武蔵地震 - M7.4、圧死者多数。京都でも揺れが感じられる（『日本三代実録』）。伊勢原断層の活動時期に合致するとする説と[56]、館山市の海岸で見出された900年ごろと推定される津波堆積物から相模トラフのプレート境界地震とする説がある[57]。
- 880年11月19日（11月23日）（元慶4年10月14日） 出雲で地震 - M7（『日本三代実録』）。
- 886年6月29日（7月3日）（仁和2年5月24日） 伊豆諸島噴火。安房の国で降灰と地震（『日本三代実録』）。
- 887年
  - 7月29日（8月2日）（仁和3年7月6日） 京都で地震 - M6.5（『日本三代実録』）。越後西部で津波による溺死者は1,000人にのぼったとされる。
  - 8月22日（8月26日）（仁和3年7月30日）
    - 信濃北部地震 ※ - 存在がほぼ否定される。『扶桑略記』の山崩れ・洪水の記述から今村明恒が唱える。河内晋平が日付の誤記があり存在しない地震であると指摘し[58][59]、その見方が強い[60]。
    - 仁和地震（南海道沖または、南海トラフ全域が震源域とする説あり） - M8 - 8.5、五畿七道諸国が同日に大震、京都・摂津を中心に死者多数。津波あり（『日本三代実録』）。南海道沖の地震の記録だが地質調査によればほぼ同時期に東海道沖も震源域となった可能性あり。石橋克彦は、この地震によって八ヶ岳が山体崩壊を起こし、形成された堰止湖が888年6月20日（仁和4年5月8日）に決壊したとの仮説を唱えた[60]。一方で南海トラフの地震とすることに異論も出されている[61]。

## 10世紀
- 934年7月11日（7月16日）（承平4年5月27日） 京都で地震。午刻に地震2回 - M6[62]。
- 938年5月17日（5月22日）（承平8年4月15日） 京都などで地震 - M7、死者あり。高野山でも建物損壊。その後も余震が多く、承平8年8月6日に大きな余震。
- 976年7月17日（7月22日）（天延4年6月18日） 山城・近江地震 - M6.7以上、死者50人以上。

## 11世紀
- 1026年6月10日（6月16日）（万寿3年5月23日） 万寿地震 - 石見国（島根県益田市）の日本海沖で巨大な地震津波が発生し、沿岸の各村落に襲来して未曾有の被害をもたらしたとの口碑がある。M7.5 - 7.8、死者1,000人以上と推定[63]。益田川沿いにて同時期の津波堆積物と思われる層を確認[64]。
- 1088年6月4日（6月10日）（寛治2年5月13日） 宮古の辺に20時ごろから翌朝まで9回地震、大津波が13時ごろまでに3回来襲（『奥南見聞録』）。
- 1096年12月11日（12月17日）（嘉保3年11月24日） 永長地震（嘉保地震、東海道沖の地震または南海トラフ全域） - M8 - 8.5、東大寺の鐘が落下、伊勢安濃津は津波で多く損じ（『中右記』）、駿河で民家400余流失など（『後二条師通記』）。1099年康和地震が南海道沖の地震でないなら本地震が南海道沖の地震も含むものであった可能性がある[65]。
- 1099年2月16日（2月22日）（承徳3年1月24日） 康和地震（承徳地震、南海道沖の地震?） - M6.4 - 8.5、興福寺、天王寺に被害。死者は不明。『広橋本兼仲卿記』の紙背文書にある、康和2年1月X4日に土佐で田畑海没した記録が日付の誤記で本地震によるとされた。津波被害は不明。南海道沖の地震とされたが、疑義があり畿内の地震の可能性もあり[65]。

## 12世紀
- 1154年9月19日（9月26日）（仁平4年8月10日） 富山付近で地震 - 新川郡で陥没、死傷者多数と称す（『越中古文抄』）。
- 1185年8月6日（8月13日）（元暦2年7月9日） 文治地震（元暦大地震） - M7.4、死者多数。法勝寺や宇治川の橋など損壊。余震が2か月ほど続く。琵琶湖の水が北流したという記録がある。鴨長明が『方丈記』で詳述。南海トラフ巨大地震説[66]もあるが、記録は内陸地震の様相であり琵琶湖西岸断層帯南部の活動による説[67][68][69]がある。滋賀県文化財保護協会によると、長浜市の塩津港遺跡はこの地震（堅田断層によるとする）液状化でできたものという[70]。
- 1200年ごろ 地質調査によれば南海トラフ地震が発生した可能性もあるが疑義あり。

## 13世紀
- 1241年5月15日（5月22日）（仁治2年4月3日） 鎌倉で地震 - M7、津波を伴い由比ヶ浜大鳥居内拝殿流失。
- 1245年8月19日（8月26日）（寛元3年7月26日今夜丑剋） 京都で地震、屋々に破損多し（理科年表では8月27日[注 8]）。
- 1257年10月2日（10月9日）（正嘉元年8月23日） 正嘉地震 - M7 - 7.5、関東南部に大きな被害。同日に三陸沿岸に津波襲来し野田海と久慈の海に津波（『岩手県沿岸大海嘯取調書』） ※。
- 1293年5月20日（5月27日）（正応6年4月13日） 鎌倉大地震（永仁鎌倉地震） - M8クラスの相模トラフ巨大地震との説がある。建長寺などで火災発生、死者2万3000人あまり、余震多発。
- 1299年5月25日（6月1日）（正安元年4月25日） 大阪・京都で地震、天王寺金堂・南禅寺堂社倒れる。

## 14世紀
- 1317年2月16日（2月24日）（正和6年1月5日） 京都で地震 - M6.5 - 7。清水寺出火、死者5人。2日前の2月22日にも京都で大地震。
- 1325年11月27日（12月5日）（正中2年10月21日） 正中地震 - M6.5±1⁄4。越前敦賀郡氣比神宮倒潰、竹生島の一部が崩れる。柳ケ瀬断層を震源とするという説があるが、トレンチ調査の結果と一致しない。
- 1331年
  - 8月7日（8月15日）（元弘元年、元徳3年7月3日） 紀伊で地震 ※ - M7.0以上。千里浜隆起。
  - 8月11日（8月19日）（元弘元年、元徳3年7月7日） 元弘地震（東海地震?） - M7、富士山頂崩れる ※。[71]（『太平記』）。
- 1350年6月28日（7月6日）（正平5年5月23日） 京都の祇園社の石塔の九輪が落ち砕けた - M6[62]。
- 1360年11月13日・14日（11月21日・22日）（正平15年、延文5年10月4日・5日） 紀伊・摂津地震（東南海地震?） - M7.5 - 8.0 ※、存在がほぼ否定される。4日と5日に大地震、6日朝に津波で熊野から摂津まで大荒れというも、記録は疑わしく地震の存在は疑問視される[51][72]。
- 1361年
  - 7月24日（8月1日）（正平16年、康安元年6月22日） 畿内で強い揺れ。法隆寺の築地多少崩れる。次の地震の前震と考えられたが、それは史料批判精神に欠く見方で、東海道沖の地震と考えたほうが自然とされる[73]。
  - 7月26日（8月3日）（正平16年、康安元年6月24日） 正平・康安地震（南海道沖または、一部東海道沖を含むなど、震源域諸説あり） - M8+1⁄4 - 8.5、死者多数。摂津・阿波で津波により大きな被害（『太平記』）。土佐で正興寺の古文書が流される。

## 15世紀
- 1408年1月12日（1月21日）（応永14年12月14日） 応永地震 - M7 - 8。京都で地震。熊野本宮の温泉湧出が、80日間止まる※など紀伊・伊勢の記録は疑わしい[51]。
- 1433年10月28日（11月6日）（永享5年9月16日） 永享相模の地震 - M7以上、死者多数。津波により利根川が逆流[注 9]。
- 1449年5月4日（5月13日）（文安6年4月12日） 山城・大和地震 - M5+3⁄4 - 6.5、死者多数。
- 1454年
  - 12月12日（12月21日）（享徳3年11月23日夜半）享徳地震 - Mw>8.4[74] 会津など?で強震、奥州海岸に大津波で人が多く流される（『王代記』）。15世紀ごろと見られる津波堆積物との関連性が指摘されている[75]。「理科年表」には2023年版から記載。
  - 12月29日（1455年1月7日）（享徳3年12月10日） - 鎌倉で余震とみられる大地震（『鎌倉大日記』）。
- 1474年終盤 - 1475年初頭（文明6年冬）京都で大地震[76]。
- 1495年9月3日（9月12日）（明応4年8月15日） - 鎌倉大仏殿に津波が入り堂舎屋が破壊されたと記録されている（『鎌倉大日記』[77]）。この記録が明応7年の明応地震の混同として扱われて、従前の「理科年表」には記載がなかったが、2023年版から記載。地層[注 10]や史料[78]の調査から、相模トラフを震源とする関東地震の可能性が示唆されている[79][80][81][注 11]。
- 1498年
  - 6月30日（7月9日）（明応7年6月11日） 日向地震 ※ - M7 - 7.5、九州で屋舎倒れ山崩れの記録（『九州軍記』）。同日、畿内でも地震。南海道沖の地震との説もある[82]が、史料の無理な解釈が含まれ、『九州軍記』の記述を話半分に聞けば九州付近で起こったスラブ内地震であるという解釈も可能[83]。『九州軍記』は後の創作である可能性が高く日向灘の震源は否定されるとの見方がある[84]。
  - 9月11日（9月20日）（明応7年8月25日） 明応地震（東海道沖の巨大地震） - M8.2 - 8.4、『林叟院創記』に溺死者2.6万人とあり、『内宮子良館記』には5千人余流死、伊勢、志摩では1万人溺死とある。伊勢・駿河などで津波により大きな被害、浜名湖が海と繋がる、鎌倉高徳院の大仏殿が押し流される記録※は明応4年。地質調査によればほぼ同時期に南海道沖が震源域となった可能性もあるが疑問。南海トラフ沖にある長さ約300kmの海底活断層による地震の可能性がある[85]。

## 16世紀
- 1502年1月18日（1月28日）（文亀元年12月10日） 越後地震 - M6.5 - 7.0、死者多数。
- 1510年9月11日（9月21日）（永正7年8月8日） 摂津・河内地震 - M6.5 - 7.0、死者あり。余震が2か月あまり続く。
- 1520年3月25日（4月4日）（永正17年3月7日） 永正地震 - M7.0 - 7+3⁄4。紀伊・京都で地震。熊野・那智の寺院が破壊、津波あり。
- 1585年7月31日（天正13年7月5日） - M7程度以上、大阪・京都・伊勢・三河で大震（『家忠日記』など）阿寺断層の活動も候補になる[86]。
- 1586年
  - 1月16日（天正13年11月27日） 飛騨で地震 - M7.0 ± 0.2、天正地震に先だち発生。飛騨・越中などで山崩れ多発、白川郷で民家数百軒が埋まる。内ヶ島氏、帰雲城もろとも滅亡。次項の天正地震の被害の一部とされてきた。
  - 1月18日（天正13年11月29日） 天正地震（東海東山道地震、飛騨・美濃・近江地震） - M7.8 - 8.1（8クラスの地震と7クラスの地震が接近して立て続けに発生した可能性あり）、死者多数。余震が1年以上続く。三河湾と若狭湾という日本海・太平洋両岸での大津波記録が複数あり、複数の地震の同日発生の可能性がある。養老断層（愛知県）の活動の可能性が高い。阿寺断層（岐阜県）が活動したとする説もあるが[87]、史料の詳細検討による震度分布から否定される[86]。さらに若狭湾に津波をもたらした断層も活動したと考えられ、3つのセグメントで地震が同日に3つ以上発生した可能性もある[注 12]。
- 1590年3月21日（天正18年2月16日） 安房で地震 - 2メートルの隆起あり。潮が引いて3キロメートルの干潟が形成された。
- 1596年 以下の3つは連動型地震の可能性がある。
  - 9月1日（文禄5年閏7月9日） 慶長伊予地震（慶長伊予国地震） - M7.0、寺社倒壊など。同年同月に発生した一連の内陸地震のさきがけとなる。四国を走る中央構造線断層帯での地震と考えられている。ただし次の豊後地震と同一の可能性もある。
  - 9月1日又は9月4日（文禄5年閏7月9日又は閏7月12日） 慶長豊後地震（大分地震） - M7.0 - 7.8、死者710人、地震によって瓜生島と久光島の2つの島が沈んだと伝わる。大分県を走る別府-万年山断層帯での正断層型地震と考えられている。
  - 9月5日（文禄5年閏7月13日） 慶長伏見地震（慶長伏見大地震、文禄の大地震） - M7+1⁄2±1⁄4、京都や堺で死者合計1,000人以上。伏見城の天守閣や石垣が損壊、余震が翌年春まで続く。淡路島 - 神戸 - 大阪北を走る六甲・淡路島断層帯や有馬-高槻断層帯での地震と考えられている。

## 17世紀

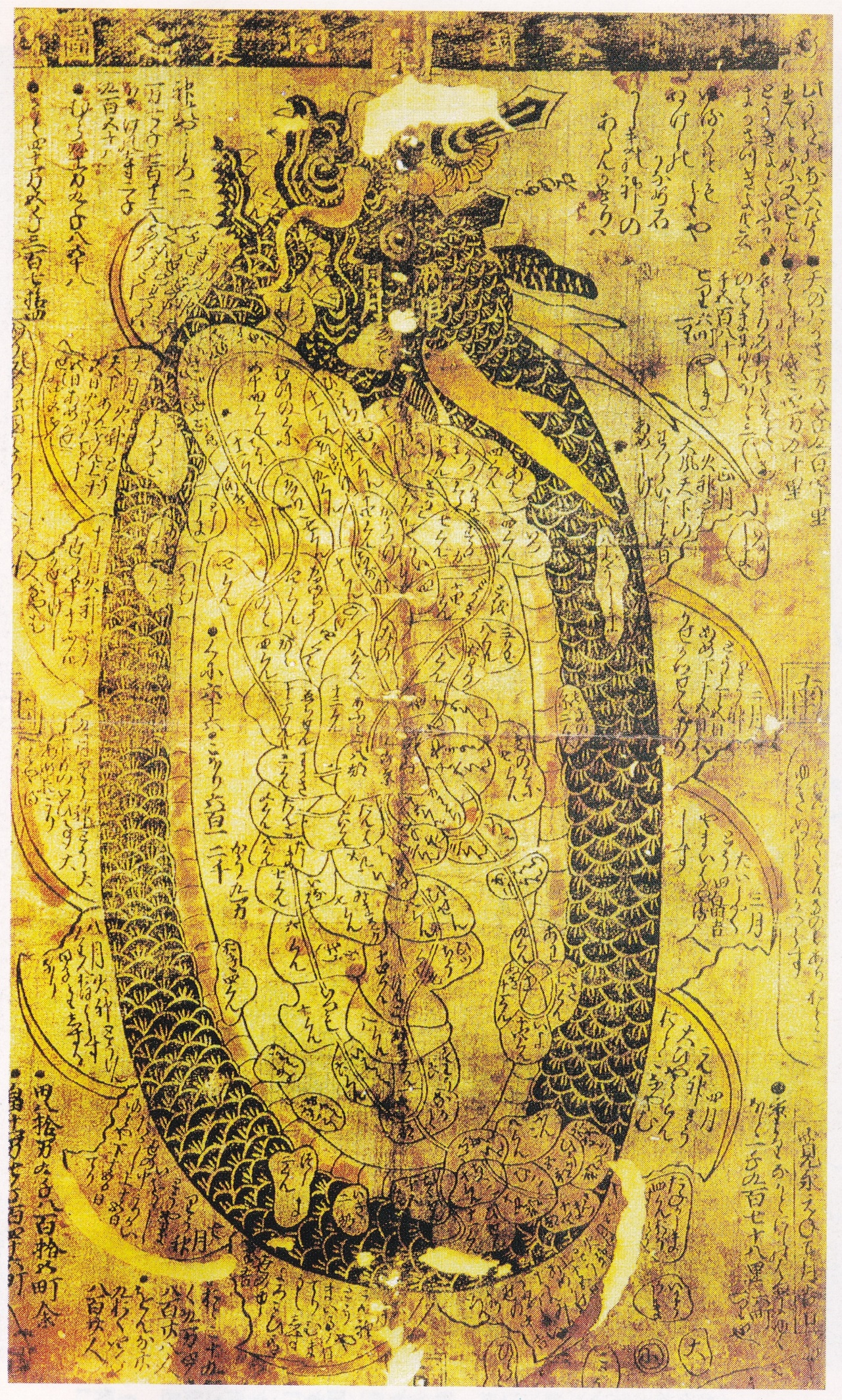
「大日本国地震之図」（1624年）

- 17世紀前半……津波堆積物の分析から、この時期に千島海溝南部（十勝沖から根室沖まで）を震源とするM8.6クラスの地震が発生したと推定されている（17世紀型の地震）。1611年または1635年説あり[88]。
- 1605年2月3日（慶長9年12月16日） 慶長地震（南海トラフ津波地震説、東海はるか沖地震説、または房総沖と南海沖の二元地震説、伊豆・小笠原海溝地震説あり） - M7.9 - 8、関東から九州までの太平洋岸に津波、紀伊・阿波・土佐などで大きな被害。八丈島でも津波による死者数十人。宍喰で死者1500人余或は3800人余※などの記録もあるが人口から死者は過大とされる[89]。津波以外の被害は確かなものが確認されていない。
- 1608年12月30日（慶長13年11月23日）仙台で地震。 - 男女50人死亡 ※[90][注 13]。
- 1611年
  - 9月27日（慶長16年8月21日） 会津地震 - M6.9、死者3,700人。
  - 12月2日（慶長16年10月28日） 慶長三陸地震（慶長奥州地震） - M8.1（Mw>8.5）。三陸沖（日本海溝付近）の地震と考えられてきたが、十勝・根室沖（千島海溝）のM9クラスとする説もある。一方、東北地方太平洋側で繰り返し発生していると推定されるM9クラスの地震の候補ともされる[55][91]。伊達領で大津波による死者約2,000 - 5,000人。
- 1614年11月26日（慶長19年10月25日） 広い範囲で地震 - M7.7。畿内以外の記事は後世の信憑性の劣る史料であり、死者が出た京都付近の局所的な地震ともされる[92][93]。南海トラフの巨大地震とする説あり[94]。震域は会津、伊豆、紀伊、山城、松山諸国まで及んだ。越後高田藩では地震と津波により死者多数とする記録もある※が疑わしい[95]、京都で寺社・民家が多数壊れ[注 14]同日に、伊豆と小田原と広い範囲で有感。津波が発生し千葉県銚子市の飯沼観音の境内まで到達したとの記録がある[注 15]。池上本門寺五重塔が傾く[注 16]。
- 1615年6月26日（慶長20年6月1日） 慶長江戸地震 - M6+1⁄4 - 3⁄4、小田原、江戸で被害。
- 1616年9月9日（元和2年7月28日） 宮城県沖地震 - M7.0、仙台城が破損。三陸地方で大津波 ※の記録は、慶長奥州地震との混同[96]。
- 1619年5月1日（元和5年3月17日） 肥後（熊本）八代で地震 - M6.0。卯の刻と牛刻の2回の地震で旧八代城（麦島城）が倒壊、竹田城（大分県）が破損。
- 1625年7月21日（寛永2年6月17日） 熊本地震 - M4 - 6、死者約50人。地震動により火薬庫爆発し、熊本城が破損。
- 1627年10月22日（寛永4年9月14日） 松代地震 - M6.0±1⁄2 ※、存在がほぼ否定される幽霊地震。家屋倒壊、死者ありと言うも、宝永地震を転記した際に生じた誤り[97]との説がある。
- 1628年8月10日（寛永5年7月11日） 江戸で大きな地震があり、江戸城の石垣が壊れた - M6.0。
- 1633年3月1日（寛永10年1月21日） 寛永小田原地震（相模・駿河・伊豆地震） - M7.1あるいはM7.0±1⁄4、小田原で大きな被害を出し死者110 - 150人。駿河・熱海に津波。
- 1635年3月12日（寛永12年1月23日） 江戸で地震 - M6.0前後、大きな被害。
  - 同日に 蝦夷で強震（『福山秘府』）。上記17世紀前半の津波堆積物を1611年とする説がある一方で、1635年とする説もある[88][98]。
- 1640年11月23日（寛永17年10月10日） 加賀大聖寺地震（石川県加賀市） - M6+1⁄4 - 3⁄4、死者多数[注 17]。
- 1644年10月18日（寛永21年9月18日） 羽後本荘 - M6.5±1⁄4、象潟で津波死者117名。本荘城廊が大破。
- 1646年6月9日（正保3年4月26日）M7.6、仙台城の石壁100m以上崩れ、3階の陣櫓3基が倒れ。白石城の石壁･櫓が破損[99]
- 1647年6月16日（正保4年5月14日） 丹沢で地震 - M6.5±1⁄4、江戸城の石垣や大名屋敷など破損。小田原城に大きな被害。
- 1648年6月13日（慶安元年4月22日）相模・江戸で地震 - M7.0程度。小田原城破損、箱根で落石、死者1名。ただし、江戸での被害疑問とする見解もある[100]。
- 1649年
  - 3月17日（慶安2年2月5日） 安芸・伊予で地震 - M7.0±1⁄4。松山城、宇和島城の石垣や塀が崩れる。
  - 7月30日（慶安2年6月21日） 慶安武蔵地震 - M7.1あるいはM7.0±1⁄4、武蔵・下野で地震。死者多数。
  - 9月1日（慶安2年7月25日） 武蔵で地震 - M6.4程度。川崎宿で大きな被害。
- 1655年5月2日（明暦2年4月8日） 房総沖地震 - 千葉県で津波の記録あり。
- 1659年4月21日（万治2年2月30日） 会津で地震 - M6+3⁄4 - 7.0、死者あり。
- 1662年
  - 6月16日（寛文2年5月1日）
    - 10時ごろ 寛文近江・若狭地震（寛文地震） - 小浜で城の櫓・多門・石垣・蔵の破壊。三方断層の活動と考えられる。熊川宿の被害も大きく、熊川断層も活動した可能性が高い[101]。
    - 12時ごろ 畿内・丹後・東海西部地震、寛文の琵琶湖西岸地震、近江・山城地震 - M7+1⁄4 - 7.6、上の地震に引き続いて花折断層が活動したと考えられる[101]。死者は倉川榎村で300余、京都で200余など。京都の大仏殿が小破。

  - 10月31日（寛文2年9月20日） 外所地震（日向・大隅地震） - M7+1⁄2 - 7+3⁄4又はM7.2 - 7.5[102]、死者あり。
- 1664年（尚質王17年） 琉球鳥島で地震、死者があり、海底火山の噴火、津波があった[103]。
- 1666年2月1日（寛文5年12月27日） 越後高田地震 - M6+3⁄4前後、死者1,400 - 1,500人。
- 1670年6月22日（寛文10年5月5日） 西蒲原地震 - M6+3⁄4前後、死者13人、江戸でも有感。
- 1671年2月27日（寛文11年1月18日） 紀伊水道沖で地震 - M7.3、畿内、山陽道、南海道で強震、南海道に小津波[104]。
- 1676年7月12日（延宝4年6月2日） 延宝石見地震 - M6.5前後、津和野城の石垣が崩れ、領内で潰家133、死者7人。
- 1677年
  - 4月13日（延宝5年3月12日） 延宝八戸沖地震 - 陸奥、陸中、八戸沖（青森県東方沖）で地震 - M7+1⁄4 - 8.0、津波あり、三陸沖北部の固有地震[105]。
  - 11月4日（延宝5年10月9日） 延宝房総沖地震（延宝地震） - M8.0前後（Mw8.5）、死者500 - 600人。福島県 - 千葉県に津波（茨城県地方史上最大の津波被害[106]）。
- 1678年10月2日（延宝6年8月17日） 宮城県北部沖で地震 - M7.5前後、死者1人、東北地方の広範囲で被害。
- 1683年6月17日 - 10月20日（天和3年5月23日 - 9月1日） 日光地震 - 栃木県北部、日光付近で群発地震。規模の大きなものは、6月17日にM6.0 - 6.5、6月18日にM6.5 - 7.0、10月20日にM7.0±1⁄4の地震が発生。10月20日の地震では、五十里村で生じた山崩れが河川を塞いだために湖が生じた（五十里湖）。この堰止湖は40年後の1723年の台風によって決壊し、鬼怒川下流において死者約1,200人の被害をもたらした（五十里洪水）[107]。震源断層は関谷断層である可能性が指摘されている[108]。
- 1686年
  - 1月4日（貞享2年12月10日） 安芸・伊予で地震 - M7.0 - 7.4、広島県中西部を中心に被害、死者あり。
  - 10月3日（貞享3年8月16日） 遠江・三河地震 - M7.0±1⁄4又はM6.6 - 6.7[109]、死者あり。
- 1694年6月19日（元禄7年5月27日） 能代地震 - M7.0、陸奥で山崩れなど。死者394人。
- 1696年11月25日（元禄9年11月1日） - M6.5程度。石巻河口に津波、300隻をさらい、溺死者多数[110]。地震記事は未確認[90]。
- 1700年4月15日（元禄13年2月26日） 壱岐・対馬地震 - M7.3、石垣・家屋が倒壊。福岡・佐賀・長崎でも被害[111]。

## 18世紀
- 1703年12月31日（元禄16年11月23日）
  - 元禄地震（元禄関東地震） - M8.1 - 8.2（Mw8.1 - 8.5[112]）、関東南部に津波。死者6,700人、潰家、流家約28,000軒（『楽只堂年録』）（死者20万人とも『鸚鵡籠中記』）。
  - 豊後で地震 - M6.5±1⁄4、元禄地震の約2時間後に発生[113]。府内領で潰家273軒、死者1人、由布院でも潰家。
- 1704年5月27日（宝永元年4月24日） 羽後・陸奥で地震 - M7.0±1⁄4、野代（現能代市周辺）の被害大。死者58人。十二湖を生じた。
- 1705年5月24日（宝永2年閏4月2日） 阿蘇山付近で地震 - 阿蘇坊で破損多く、死者があった。岡城の石垣が破損。
- 1707年
  - 10月28日（宝永4年10月4日）13 - 14時ごろ 宝永地震（南海トラフ全域が震源域） - M8.4 - 8.6（Mw8.7[114]〜9.3[115][116]）、死者5,000?, 2万人以上?、倒潰・流出家屋6万 - 8万軒とされるが被害の全体像は不明。関東から九州までの太平洋岸、瀬戸内海、大坂に津波、東海道宿場町で家屋倒壊・伊豆・伊勢・紀伊・阿波・土佐沿岸各地が津波で亡所となるなど大きな被害（『楽只堂年録』、『谷陵記』）。地震から49日後に富士山の宝永大噴火。道後温泉の湧出が数か月間止まる。
  - 10月29日（宝永4年10月5日） 宝永富士宮地震 - 富士宮で地震、M6.7 - 7.0[117]、宝永地震の16時間後、明朝に発生、東海道宿場町で家屋倒壊など被害。村山浅間神社および社領の家が残らず潰れ、村山で死者4人（『楽只堂年録』）。宝永地震の最大余震[118]。
  - 11月21日（宝永4年10月28日） 周防・長門で地震 - M5.5、上徳地村で潰家289、死者3人（『毛利十一代史』）。
- 1708年2月13日（宝永5年1月22日） 紀伊半島沖で地震 - M7クラス[119]、紀伊、伊勢で津波。山田吹上町、一本木に及び、宮川堤防が破れた。宝永地震の余震と推定される。
- 1710年10月3日（宝永7年閏8月11日） 因伯美地震 - M6.5程度、山崩れなど。死者多数。
- 1711年3月19日（宝永8年2月1日） 伯耆・美作で地震 - M6+1⁄4、大山で山崩れ、伯耆・美作で潰家、死者4人。鳥取地震の起り方に似る[120]。
- 1714年4月28日（正徳4年3月15日） 信濃小谷地震 - 信濃北西部で地震、M6+1⁄4、山崩れなど。死者56人。
- 1715年2月2日（正徳4年12月28日） 大垣・名古屋・福井で地震 - M6.5 - 7.0。
- 1717年5月13日（享保2年4月3日） 宮城県沖で地震 - M7.5、陸前、陸中で津波や液状化により被害。
- 1718年8月22日（享保3年7月26日） 遠山地震 - M7.0、三河、伊那遠山谷で地震。遠山川の河道閉塞が後日決壊し、死者50人[121]。
- 1723年12月19日（享保8年11月22日） 肥後・筑後で地震 - M6.5、肥後で潰家400、死者2人、筑後、豊後でも潰家。
- 1725年8月14日（享保10年7月7日） 高遠・諏訪で地震 - M6.0 - 6.5、諏訪高島城の石垣・塀・門壊れる。山崩れも、死者4人。
- 1729年8月1日（享保14年7月7日） 能登・佐渡地震- M6.6 - 7、死者少なくとも5人。
- 1730年11月11日（享保15年10月2日） 常陸沖で地震 - M7.3、津波で船の流失あり。
- 1731年10月7日（享保16年9月7日） 宮城県南部で地震 - M6.5、死者数名、家屋が倒壊。
- 1741年8月29日（寛保元年7月19日） 寛保津波 - M6.9（Mt8.4）、死者2,033人。北海道西南沖の大島で火山性地震。大津波発生、佐渡・能登・若狭にも津波。
- 1751年5月21日（寛延4年4月26日） 高田地震 - M7.0 - 7.4、死者1,541人。越後・越中で地震。高田で火災など。
- 1762年10月31日（宝暦12年9月15日） 佐渡沖地震 - M7.0程度、死者あり。液状化現象、津波による家屋流出など。
- 1763年
  - 1月29日（宝暦12年12月16日） 宝暦八戸沖地震 - M7.4 - 7.9、津波あり。三陸沖北部の固有地震[105]。
  - 3月11日（宝暦13年1月27日） 八戸東方沖で地震 - M7.3、津波あり。宝暦八戸沖地震の最大余震[105]。
  - 3月15日（宝暦13年2月1日） 青森県東方沖で地震 - M7.0。宝暦八戸沖地震の余震[105]。
- 1766年3月8日（明和3年1月28日） 津軽地震 - M6.9あるいはM7+1⁄4±1⁄4、弘前城損壊など。死者約1,500人。津波が千葉県の銚子に届いたとの記録あり。
- 1769年8月28日（明和6年7月28日） 日向・豊後・肥後で地震 - M7+3⁄4±1⁄4、M7.2[102]又はM7.4[109]、大分城で被害多く、熊本領内でも被害あり。津波あり。
- 1771年4月24日（明和8年3月10日） 八重山地震（明和の大津波） - M7.4 - 8.0（Mt8.5, Mw8.7[122]）、死者約12,000人。津波の最大遡上高85m※（日本記録『大波之時各村之形行書』）とされるが疑わしい。安房まで津波の到達と記録あり。
- 1772年6月3日（明和9年5月3日） 陸前・陸中で地震 - M6.8 - 7.4、花巻城で所々破損、江戸でも有感。死者12人。やや深い地震の可能性あり。
- 1780年7月30日（安永9年6月19日） 庄内地方で地震 - M6.5 - 7.4、酒田で土蔵、家が潰れ、死者2人。
- 1782年8月23日（天明2年7月15日） 天明小田原地震 - M7.0、住宅約800破損、小田原城損壊など。
- 1786年3月22日 - 3月23日箱根山で2日間で100回以上の群発地震（有史以来の初記録）[123]。
- 1789年5月11日（寛政元年4月17日） 阿波で地震 - M7.0±0.1、土佐室津に津波。
- 1791年7月23日（寛政3年6月23日） 信濃松本で地震 - M6+3⁄4程度、松本城櫓・石垣、民家400余崩れ。松本で震度6と推定される[124]。
- 1792年
  - 5月21日（寛政4年4月1日） 島原大変肥後迷惑 - 長崎県島原半島で雲仙普賢岳の噴火が起こり、眉山の山体崩壊による対岸の肥後国（熊本県）大津波。M6.4±0.2、死者約15,000人。
  - 6月13日（寛政4年4月24日）後志地震 - 北海道後志神威岬沖合で地震。M≒7.1又はM7.3[125]。小樽から積丹（しゃこたん）岬にかけての地域で揺れを感じ、津波が発生したとされている[126]。日付を5月24日とする文献もある（『北海道史』）。
- 1793年
  - 2月8日（寛政4年12月28日） 西津軽地震（鯵ヶ沢地震） - M6.9 - 7.1。西津軽・鰺ヶ沢で強震、津軽山地西縁断層帯が震源で、地震発生よりも前に海水が引く前兆現象があった。津波による死者3人。
  - 2月17日（寛政5年1月7日） 寛政地震（連動型宮城県沖地震） - M8.0 - 8.4、死者100人程度、陸中から常陸にかけて津波。
- 1799年6月29日（寛政11年5月26日） 金沢地震 - M6.0±1⁄4又はM6.7[125]。金沢などで地震。死者640人、その他の地域でも死傷者あり。

## 19世紀前半
- 1801年5月27日（享和元年4月15日） 上総地震 - 久留里城が破損。
- 1802年12月9日（享和2年11月15日） 佐渡小木地震 - M6.5 - 7.0、死者37人。
- 1804年7月10日（文化元年6月4日） 象潟地震 - M7.0±0.1、死者500から550人。象潟で2mの地盤隆起と3から4mの津波。
- 1808年12月4日（文化5年10月17日） 紀伊半島沖で地震 - M7.6、深夜に2度の強い揺れ。紀伊半島から四国にかけて弱い津波。2004年の地震に類似[127][128]。
- 1810年9月25日（文化7年8月27日） 男鹿半島で地震 - M6.5±1⁄4、死者60人
- 1812年12月7日（文化9年11月4日） 文化神奈川地震 - M6+1⁄4±1⁄4またはM6.4、震源は東京湾[129]、神奈川宿を中心に死者多数[130]。
- 1819年8月2日（文政2年6月12日） 文政近江地震 - M7+1⁄4±1⁄4又はM6.9[109]、伊勢・美濃・近江で地震、死者多数。
- 1821年12月13日（文政4年11月19日） 岩代で地震 - M6.5 - 7.0、岩沼湖周辺で震度6以上と推定される[131]。死者若干名。
- 1823年9月29日（文政6年8月25日） 陸中岩手山で地震 - M5+3⁄4 - 6.0、山崩れあり、死者 69人、不明4人。
- 1826年1月（文政8年12月） 小笠原諸島近海で地震 父島二見湾で津波の高さ推定6m[132]。
- 1828年12月18日（文政11年11月12日） 三条地震（越後三条地震） - M6.9、死者1,681人。
- 1830年8月19日（文政13年7月2日） 京都地震 - M6.5±0.2、死者280人。二条城など損壊。
- 1833年
  - 5月27日（天保4年4月9日） 美濃西部地震 - M6+1⁄4 死者11人。余震は8月まで、震源は根尾谷断層付近。
  - 12月7日（天保4年10月26日） 庄内沖地震（出羽・越後・佐渡地震、天保4年羽前沖地震） - M7+1⁄2±1⁄4（Mw8, Mt8.1）、死者40 - 130人。能登半島・東北・北陸の日本海沿岸に津波。1964年新潟地震の津波よりも規模が大きい[133]。
- 1834年2月9日（天保5年1月1日） 石狩地震 - M6.4、イシカリ場所を中心に81戸が全半壊。JR札幌駅以北の複数個所で液状化の跡が見つかっているため、M6.5 - 6.6という説もある。
- 1835年7月20日（天保6年6月25日） 宮城県沖地震（仙台地震、天保大津波 ※） - M7.0程度、死者多数。仙台城が損壊、津波ありとするも別の地震を混同した疑いあり[134]。
- 1839年5月1日（天保10年3月18日） 釧路・厚岸で地震 - M7.0程度、国泰寺門前の石灯籠が大破。津軽で強い揺れ。
- 1843年4月25日（天保14年3月26日） 天保十勝沖地震 - M7.5 - 8.0、死者46人。厚岸に津波。
- 1847年
  - 5月8日（弘化4年3月24日） 善光寺地震（弘化大地震） - M7.4。山崩れにより犀川の河道閉塞と閉塞部の決壊により洪水、死者約1万 - 1万3000人。
  - 5月13日（弘化4年3月29日） 越後頸城郡（現在の新潟県上越市高田付近：高田平野東縁断層）を震源とする地震 - M6+1⁄2±1⁄4、死者20人以上。善光寺地震の誘発地震。

## 19世紀後半
- 1853年3月11日（嘉永6年2月2日） 小田原地震（嘉永小田原地震） - M6.7±0.1、死者約20 - 100人。
- 1854年
  - 7月9日（嘉永7年6月15日）
    - 1時ごろ 伊賀上野地震（伊賀・伊勢・大和地震） - M7+1⁄4±1⁄4、死者約1,800人。
    - 7時ごろ 伊賀上野地震の最大余震 - M6.8[135]。上野・奈良などで震度6と推定される[136]。

  - 12月23日（嘉永7年11月4日）9時30分ごろ 安政東海地震（東海道沖の巨大地震） - M8.4（Mw8.6[137]）、死者2,000 - 3,000人とされるが詳細は不明。東海道宿場町で家屋倒壊・房総半島から四国に津波、特に伊豆から熊野にかけて大きな被害。ロシア船ディアナ号（プチャーチン提督来航）沈没。
  - 12月24日（嘉永7年11月5日） 
    - 16時20分ごろ 安政南海地震（南海道沖の巨大地震） - M8.4（Mw8.7[137]）、死者1,000 - 3,000人とされるが詳細は不明。紀伊・土佐などで津波により大きな被害（串本で最大波高11m）。大坂湾に注ぐいくつかの川が逆流。道後温泉の湧出が数か月間止まる。稲むらの火のモデルとなった津波。
    - 本震の約4時間後に津波を伴う「戌刻余震」が発生した[138]。津波から規模はM7.9と推定される[139]。

安政東海・南海地震は約31時間の時間差で発生した。余震とみられる地震は9年間で2,979回記録（『真覚寺日記』）。
  - 12月26日（嘉永7年11月7日） 豊予海峡地震 - M7.3 - 7.5。安政南海地震の約41時間後に発生、スラブ内地震とされている。
- 1855年
  - 2月16日（安政元年大晦日）室戸半島付近で地震。高知などで強い揺れ。 - >Mw7と推定[140]。安政南海地震の余震とされる。『真覚寺日記』などによれば、この地震以降、余震の回数が急増した[141]。
  - 3月15日（安政2年1月27日） 遠江・駿河で地震。 - 大井川の堤防が揺れ込。駿河清水で震度6と推定される[142]。
  - 3月18日（安政2年2月1日） 飛騨地震 - M6+3⁄4±1⁄4又はM6.9[125]、死者少なくとも203人。金沢などでも被害。
  - 6月8日（安政2年4月24日） - Mw6.2、土佐南国の植田村で家屋の約17%が倒壊し、震度6と推定される。春野秋山で地震津波。安政南海地震の余震と推定される[138]。
  - 9月13日（安政2年8月3日） 陸前で地震 - M7+1⁄4±1⁄4。
  - 11月7日（安政2年9月28日） 遠州灘で地震 - M7.1、安政東海地震の余震とされる。津波あり[143]。
  - 11月11日（安政2年10月2日） 安政江戸地震（安政の大地震） - M7.0 - 7.1、死者4,700 - 1万1000人。
  - 12月3日（安政2年10月24日） - Mw7.2、紀伊紀伊田辺、土佐高知、宇佐、豊後佐伯の広い範囲で津波。津波地震と考えられる[138]。
- 1856年
  - 3月8日（安政3年2月2日） - Mw7.0、高知城下や宇佐で地震津波。安政南海地震の余震と推定される[138]。
  - 8月23日（安政3年7月23日） 安政八戸沖地震 - M7.5 - 8.0（Mw8.3）、三陸および北海道に津波。死者29人。三陸沖北部の固有地震[105]。
- 1857年
  - 7月14日（安政4年閏5月23日） 駿河で地震 - M6+1⁄4±1⁄4、駿河田中で塀・石垣破損、島田で潰家。死者8人。
  - 10月12日（安政4年8月25日） 伊予・安芸で地震 - M7+1⁄4±0.5、今治で城内破損、死者5人。
- 1858年
  - 4月9日（安政5年2月26日） 飛越地震 - M7.0 - 7.1またはM7.3[125] - 7.6。地震による直接の死者数百人、常願寺川がせき止められ後日決壊、それによる死者140人。
  - 4月23日（安政5年3月10日） 信濃大町で地震 - M5.7±0.2 - 6.2。信濃大町付近の平・青具・千見などで震度6以上と推定される[144]。
  - 7月8日（安政5年5月28日） 東北地方太平洋側で地震 - M7.0 - 7.5。
- 1861年
  - 2月14日（万延2年2月14日） 文久西尾地震 - M6.0、愛知県西尾市から岡崎市にかけて最大震度5強。内陸直下型地震、震源位置が三河地震とほぼ同じで、安政東海地震の誘発地震。建築研究所特別客員研究員の都司嘉宣が提唱[145]。
  - 10月21日（文久元年9月18日） 宮城県沖地震 - M6.4またはM7.2程度[102]、津波、家屋倒壊、死者あり。
- 1872年
  - 3月14日（明治5年2月6日） 浜田地震 - M7.1±0.2、死者552人。
  - 秋ごろ 小笠原諸島近海で地震 - 父島二見湾で津波の高さ推定3m[132]。
- 1880年（明治13年）2月22日 横浜地震 - M4.5 - 6.0、煙突多数倒壊。地震学会（現在の日本地震学会。世界初の地震学会）が結成されるきっかけになる。
- 1881年（明治14年）10月25日 国後島で地震 - M7.0、津軽でも揺れる。
- 1889年（明治22年）7月28日 熊本地震 - M6.3、死者20人。
- 1891年（明治24年）10月28日 濃尾地震 - M8.0、濃尾平野北西部などで最大震度7相当と推定[146][147]。死者・行方不明者7,273人。根尾谷断層の発生。
- 1892年（明治25年）12月9日・11日 石川県・富山県で地震 - M6.4（9日）、弱い津波。死者計2人。
- 1893年（明治26年）6月4日 色丹島沖地震 - M7.7 - 8、色丹島で2m - 3mの津波。
- 1894年（明治27年）
  - 3月22日 根室半島沖地震 - M7.9 - 8.2[148]（Mt8.2）、死者1人。北海道・東北に津波。
  - 6月20日 明治東京地震 - M7.0、死者31人。
  - 10月22日 庄内地震 - M7.0、山形県庄内地方の一部で最大震度7相当と推定[147][149]。死者726人。
- 1895年（明治28年）1月18日 霞ヶ浦付近で地震 - M7.2、死者6人。
- 1896年（明治29年）
  - 1月9日 茨城県沖で地震 - M7.3[150]。
  - 6月15日 明治三陸地震（三陸沖地震） - M8.2 - 8.5（Ms7.2 - 7.9, Mw8.5, Mt8.6）、津波地震、死者・行方不明者2万1959人。
  - 6月16日 三陸沖で地震 - M7.5 の地震が2回発生。明治三陸地震の最大余震[105]。
  - 8月31日 陸羽地震 - M7.2、一部地域で震度7相当と推定[147][151]。死者209人。
- 1897年（明治30年）
  - 2月20日 宮城県沖地震（仙台沖地震[152]） - M7.4、地割れや液状化、家屋に被害。
  - 8月5日 三陸沖で地震 - M7.7（Mw7.8）、宮城県や岩手県で津波により浸水被害。
- 1898年（明治31年）
  - 4月23日 宮城県沖で地震 - M7.2、北海道から近畿にかけて有感、岩手県と宮城県の県境付近で被害。
  - 9月1日 石垣島東方沖（多良間島沖）で地震 - M7.0。
- 1899年（明治32年）
  - 3月7日 紀伊大和地震 - M7.0またはM6.9[109]、木ノ本・尾鷲で死者7名、三重県を中心に近畿地方南部で被害。深さ40 - 50kmのフィリピン海プレート内の地震[153]。
  - 11月25日 日向灘で地震 - 3時34分にM7.1、3時55分にM6.9。
- 1900年（明治33年）5月12日 宮城県北部で地震 - M7.0、死傷者17人、家屋などに被害。

## 20世紀前半

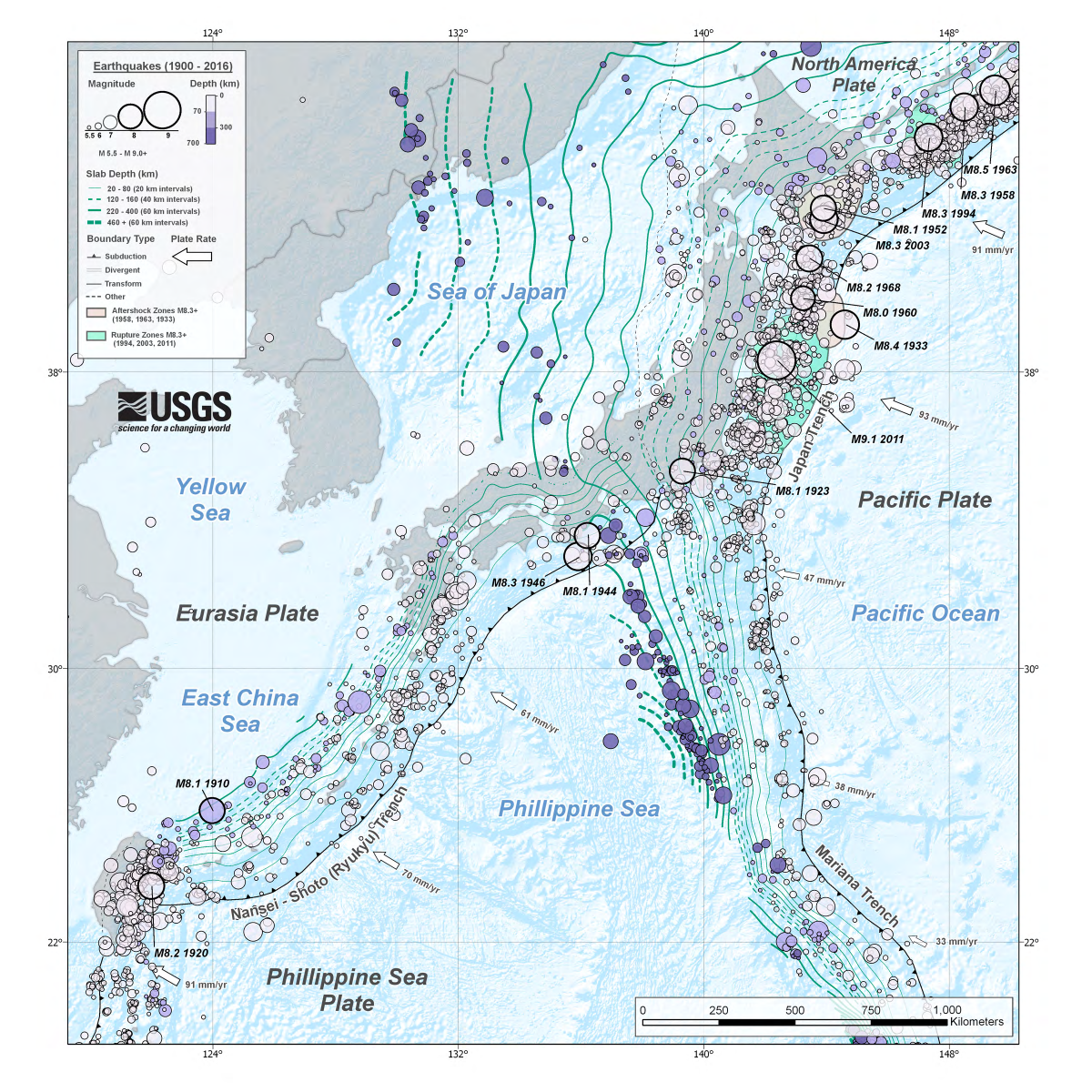
日本周辺で発生したマグニチュード5.5以上の地震（1900 - 2016）
上記の地図の範囲とほぼ同じ東経119度から東経150度、北緯20度から北緯46度の矩形の範囲で1900年から2016年末までに起こった地震は、USGSの地震カタログによると、M8.0以上が14回、M7.0 - 7.9が163回であった。

注：2003年9月17日に気象庁マグニチュードの算出方法が改訂され、これに伴い1924年以降に発生したほとんどの地震のマグニチュードも改訂された（一部は先行して2001年4月23日に改訂）。このため、マグニチュードが改訂された地震については改訂前の値を括弧書きで併記している（例：2001年3月24日 芸予地震 - Mj6.7（旧Mj6.4））。

### 1900年代
- 1901年（明治34年）8月9日 - 10日 青森県東方沖で地震 - 8月9日にM7.2、8月10日にM7.4。死者18人。
- 1902年（明治35年）1月30日 青森県三八上北地方で地震 - M7.0、死者1人。
- 1905年（明治38年）
  - 6月2日 芸予地震 - M7.2、死者11人。
  - 7月7日 福島県沖で地震 - M7.1[155]。
- 1909年（明治42年）
  - 3月13日 千葉県房総半島沖で地震 - 8時19分にM6.5、23時29分にM7.5。
  - 8月14日 姉川地震（江濃地震） - M6.8、死者41人。
  - 8月29日 沖縄本島付近で地震 - M6.2、死者2人。
  - 11月10日 宮崎県西部で地震 - M7.6。

### 1910年代
- 1911年（明治44年）6月15日 喜界島地震 - M8.0（Mb8.1）、死者12人。
- 1913年（大正2年）2月20日 日高沖で地震 - M6.9（Ms7.0）
- 1914年（大正3年）
  - 1月12日 桜島地震 - M7.1、死者29人。桜島大噴火に伴い地震発生。
  - 3月15日 仙北地震 - M7.1、死者94人。秋田県強首村（現大仙市）で最大震度7相当と推定[156]。
- 1915年（大正4年）
  - 1月6日 石垣島北西沖で地震 - M7.4。
  - 3月18日 北海道十勝沖で地震 - M7.0、死者2人。
  - 11月1日 宮城県沖で地震 - M7.5、岩手県や宮城県の沿岸に小津波。
- 1916年（大正5年）11月26日 明石付近で地震 - M6.1、死者1人。
- 1917年（大正6年）5月18日 静岡付近で地震 - M6.0、死者2人。
- 1918年（大正7年）9月8日 択捉島沖地震 - M8（Ms8.2, Mw8.3[148], Mt8.5）、死者24人。

### 1920年代
- 1921年（大正10年）12月8日 龍ヶ崎地震 - 千葉県・茨城県県境付近で発生。M7.0、最大震度4[3]。震源深さ60km程度[157]。家屋倒壊、道路亀裂。
- 1922年（大正11年）
  - 4月26日 浦賀水道地震 - M6.8、最大震度5[3]、死者2人。
  - 12月8日 島原地震（千々石湾地震） - 1時50分にM6.9（最大震度5[3]）、11時02分にM6.5（最大震度4[3]）。長崎県橘湾で地震。長崎県を中心に各地で大きな被害。死者26人・負傷者39人。被害家屋2,000以上。
- 1923年（大正12年）
  - 6月2日 茨城県沖で地震 - Mj7.1[3]、千葉県銚子市で最大震度4。
  - 7月13日 九州地方南東沖で地震 20時13分 - Mj7.3[3] 深さ44km[3]。宮崎県宮崎市と鹿児島県鹿児島市で最大震度4。
  - 9月1日
    - 11時58分ごろ 関東地震（大正関東地震、関東大震災） - M7.9（Ms8.2, Mt8.0, Mw 7.9 - 8.0[158], Mw8.2[112]）、関東地方南部と山梨県で最大震度6。神奈川県と千葉県南部のそれぞれ一部で震度7相当と推定[159]。死者・行方不明者10万5385人（1925年の調査では14万2800人）[160]（日本災害史上最悪）。本震3分後にM7.2、4.5分後にM7.3の地震が起こって地震動は10分以上続いて[161]いる。
    - 12時3分ごろ 相模湾で地震 - Mj7.3[3]、埼玉県熊谷市と山梨県甲府市で最大震度5、大正関東地震の余震。

  - 9月2日 千葉県南東沖で地震 - Mj7.3[3]（Mw7.8[162]）、山梨県甲府市で最大震度5、大正関東地震の余震。
- 1924年（大正13年）
  - 1月15日 丹沢地震 - Mj7.3、死者19人。山梨県甲府市で最大震度6。大正関東地震の余震と見られている。
  - 7月1日 北海道東方沖で地震 - Mj7.5、北海道根室市で最大震度4。
  - 8月15日 茨城県沖で地震 - Mj7.2、福島県いわき市で最大震度5。
  - 12月27日 網走沖で地震 - Mj7.0、深さ150km、北海道根室市で最大震度4。
- 1925年（大正14年）5月23日 北但馬地震 - Mj6.8、兵庫県豊岡市で最大震度6。火災発生、死者428人。
- 1926年（大正15年）
  - 6月29日 沖縄本島北西沖で地震 - Mj7.0、深さ150km。沖縄県那覇市で最大震度4。
  - 8月7日 宮古島近海で地震 - Mj7.0、沖縄県石垣島で最大震度4。
- 1927年（昭和2年）3月7日 北丹後地震 - Mj7.3（Mw7.1）、京都府宮津市と兵庫県豊岡市で最大震度6。震源付近で震度7相当と推定[147][163]。死者2,925人。
- 1928年（昭和3年）5月27日 岩手県沖で地震 - Mj7.0、青森県青森市、岩手県宮古市・盛岡市で最大震度4。

### 1930年代
- 1930年（昭和5年）
  - 2月13日 - 5月31日 伊東群発地震 - 最大Mj5.9。
  - 10月17日 大聖寺地震 - Mj6.3、富山県高岡市で最大震度5。死者1人。
  - 11月26日 北伊豆地震 - Mj7.3、静岡県三島市で最大震度6。震源断層付近などで最大震度7相当と推定[147]。死者272人。丹那断層の活動とされる。
- 1931年（昭和6年）
  - 2月20日 日本海北部で地震 - Mj7.2、深さ403km、北海道、岩手県、茨城県で最大震度3。
  - 3月9日 三陸沖で地震 - Mj7.2、北海道、青森県、岩手県で最大震度4。
  - 9月21日 西埼玉地震 - Mj6.9、埼玉県、群馬県、栃木県、茨城県で最大震度5。死者16人。
  - 11月2日 日向灘で地震、- Mj7.1、宮崎県、熊本県、山口県で最大震度5。死者2人。
- 1932年（昭和7年）
  - 9月23日 日本海北部で地震 - Mj7.1、深さ394km、北海道、青森県、岩手県で最大震度3。
- 1933年（昭和8年）
  - 3月3日 昭和三陸地震（三陸沖地震） - Mj8.1（Mw8.4）、岩手県、宮城県、福島県、茨城県で最大震度5。大津波が発生し、死者・行方不明者3,064人。アウターライズ地震。
  - 6月19日 宮城県沖で地震 - Mj7.1。岩手県宮古市・盛岡市・水沢市、宮城県仙台市・石巻市で最大震度4。宮城県沖地震の1つとみられる[150]。
  - 9月21日 七尾湾地震 - Mj6.0、富山県富山市・高岡市、石川県輪島市で最大震度4。死傷者60人。
- 1934年（昭和9年）2月24日 硫黄島近海で地震 - Mj7.1、福島県福島市、小笠原諸島父島で最大震度1。
- 1935年（昭和10年）
  - 7月11日 静岡地震 - Mj6.4、静岡県静岡市で最大震度6。死者9人。
  - 10月18日 三陸沖で地震 - Mj7.1、北海道、青森県、岩手県で最大震度3。
- 1936年（昭和11年）
  - 2月21日 河内大和地震 - Mj6.4、京都府、大阪府、奈良県で最大震度5。死者9人。
  - 11月3日 宮城県沖地震（金華山沖地震[164]） - Mj7.4、宮城県仙台市・石巻市、福島県いわき市で最大震度5。ほぼ同規模の1978年宮城県沖地震と比較すると、死者皆無など遥かに小規模の被害、小津波あり[150]。
  - 12月27日 新島近海で地震 - Mj6.3、伊東市で最大震度4。死者3人。
- 1937年（昭和12年）
  - 2月21日 択捉島南東沖で地震 - Mj7.6、北海道函館市・釧路市・根室市、青森県青森市・八戸市で最大震度2。
  - 7月27日 宮城県沖で地震 - Mj7.1、宮城県石巻市で最大震度5。宮城県沖地震の1つとみられる[150]。
- 1938年（昭和13年）
  - 5月23日 茨城県沖で地震 - Mj7.0（Mw7.7）、茨城県水戸市・石岡市、福島県福島市・いわき市・猪苗代町で最大震度5。
  - 5月29日 屈斜路路震 - Mj6.1、北海道・屈斜路湖付近で地震、北海道釧路市・根室市で最大震度3。死者1人。
  - 6月10日 宮古島北西沖で地震 - Mj7.2、沖縄県宮古島で最大震度4。宮古島で2m前後の津波。
  - 11月5日 - 7日 福島県東方沖地震（塩屋埼沖地震、塩屋崎沖地震） - 11月5日17時43分にMj7.5（Mw7.8）、同日19時50分にMj7.3（Mw7.7）、11月6日にMj7.4（Mw7.7）、11月7日にMj6.9（Mw7.6）。Mj7.5の地震で福島県、茨城県、宮城県で最大震度5、福島県で死者1人、東北から関東に津波。
- 1939年（昭和14年）
  - 3月20日 日向灘で地震 - Mj6.5、高知県、熊本県、大分県、宮崎県で最大震度4。死者1人。
  - 5月1日 男鹿地震 - Mj6.8、秋田県秋田市と鷹巣通報所で最大震度5。死者27人。

### 1940年代
- 1940年（昭和15年）
  - 8月2日 積丹半島沖地震（神威岬沖地震） - Mj7.5（Mw7.7）、北海道羽幌町で最大震度4。死者10人。
  - 8月14日 隠岐島近海で地震 - Mj6.6（Mw7.0）、境港市東本町で最大震度4。韓国でも有感。
- 1941年（昭和16年）
  - 7月15日 長野地震 - Mj6.1、長野県長野市で最大震度6。死者5人。
  - 11月19日 日向灘で地震 - Mj7.2、熊本県と宮崎県で最大震度5。九州東岸、四国沿岸で津波1m。死者2人。
- 1943年（昭和18年）
  - 6月13日 青森県東方沖で地震 - Mj7.1、北海道苫小牧市・浦河町、青森県青森市、八戸市で最大震度4。
  - 9月10日 鳥取地震 - Mj7.2（Mw7.0）、鳥取県鳥取市で最大震度6。推定では鳥取平野を中心に震度7相当[147]。死者1,083人。
  - 10月13日 長野県北部で地震 - Mj5.9、新潟県高田市と長野県長野市で最大震度4。死者1人。
- 1944年（昭和19年）12月7日 東南海地震（昭和東南海地震） - 三重県沖、Mj7.9（Mw8.2）、静岡県御前崎市、三重県津市で最大震度6。静岡県袋井市付近、愛知県西尾市の旧矢作川流域で震度7相当と推定[165]。死者・行方不明者1,223人、伊豆から紀伊にかけて津波。
- 1945年（昭和20年）
  - 1月13日 三河地震 - Mj6.8（Mw6.6）、三重県津市で最大震度5。愛知県の一部で最大震度7相当と推定[147][166]。死者・行方不明者2,306人、津波あり。
  - 2月10日 青森県東方沖で地震 - Mj7.1、青森県八戸市で最大震度5。死者2人。
- 1946年（昭和21年）12月21日
  - 4時19分ごろ 南海地震（昭和南海地震） - 和歌山県沖 - 四国沖、Mj8.0（Mw8.4[167]）、中部地方から九州地方にかけて最大震度5。死者・行方不明者1,443人、房総から九州にかけて津波。
  - 19時18分ごろ 択捉島南東沖で地震 - Mj7.1、北海道浦河町潮見、釧路市、根室市で最大震度2。
- 1947年（昭和22年）
  - 4月14日 択捉島南東沖で地震 - Mj7.1、北海道根室市で最大震度2。
  - 9月27日 与那国島近海で地震 - Mj7.4、沖縄県石垣島で最大震度5。死者5人。
- 1948年（昭和23年）
  - 4月18日 和歌山県南方沖で地震 - Mj7.0、和歌山県、兵庫県淡路島、徳島県で最大震度4。昭和南海地震の最大余震[118]。
  - 6月15日 紀伊水道で地震 - Mj6.7、東海地方、近畿地方、徳島県で最大震度4。死者2人。
  - 6月28日 福井地震 - Mj7.1（Mw7.0）、福井県福井市で最大震度6。現在の震度階級では震度7相当とされる[147]。死者・行方不明者3,769人。※この地震を機に気象庁が震度7を制定。
- 1949年（昭和24年）
  - 7月12日 安芸灘で地震 - Mj6.2、中国地方、四国地方、九州地方北部で最大震度3。死者2人。
  - 12月26日 今市地震 - 8時14分ごろにMj6.2、8時24分ごろにMj6.4の地震。8時27分ごろの地震で茨城県、栃木県、埼玉県で最大震度4。死者・行方不明者10人。

## 20世紀後半
気象庁震度階級については1995年の兵庫県南部地震において従来の震度測量法の問題点が示されたため、それまで体感震度と計測震度を併用していたものを、1996年4月からはすべて計測震度計による機械観測で判定することになった。また、1996年10月からは震度6、震度5がそれぞれ強、弱の2段階に分けられた。
注：2003年9月17日に気象庁マグニチュードの算出方法が改訂された。これにより、マグニチュードが改訂された地震については改訂前の値を括弧書きで併記している（例：2001年3月24日 芸予地震 - Mj6.7（旧Mj6.4））。

### 1950年代
- 1950年（昭和25年）2月28日 宗谷東方沖で地震 - Mj7.5、深さ343km。北海道浦河町・釧路市、青森県青森市・むつ市で最大震度4。
- 1951年（昭和26年）7月12日 小笠原諸島西方沖で地震 - Mj7.2、深さ490km。福島県、栃木県、千葉県、東京都で最大震度3。
- 1952年（昭和27年）
  - 3月4日 十勝沖地震 - Mj8.2（Mw8.2）、北海道浦河町・帯広市・本別町・釧路市で最大震度5。死者・行方不明者33人。北海道から東北に津波。
  - 3月7日 大聖寺沖地震 - Mj6.5、富山県、石川県、福井県で最大震度4。死者7人。
  - 7月18日 吉野地震 - Mj6.7（旧Mj6.8）、中部地方から中国・四国地方にかけて最大震度4。死者9人。
- 1953年（昭和28年）11月26日 房総沖地震 - Mj7.4、千葉県富崎村と東京都三宅島で最大震度5。
- 1955年（昭和30年）
  - 5月30日 硫黄島近海で地震 - 21時31分にMj7.2（深さ498km）、21時33分にMj7.5（深さ600km）の地震。21時33分の地震で福島県猪苗代町で最大震度3。
  - 7月27日 徳島県南部地震 - Mj6.4、徳島県徳島市・日和佐町で最大震度4。死者1人。
- 1956年（昭和31年）9月30日 白石地震 - Mj6.0、福島県福島市で震度4、死者1名、蔵王山噴火のデマにより混乱。
- 1958年（昭和33年）
  - 3月11日 石垣島近海で地震 - Mj7.2、沖縄県宮古島・石垣島・西表島で最大震度5、死者2人。
  - 11月7日 択捉島沖地震 - Mj8.1（Mw8.3）、北海道釧路市で最大震度5。太平洋岸各地に津波。

### 1960年代
- 1960年（昭和35年）
  - 3月21日 三陸沖で地震 - Mj7.2、青森県青森市・八戸市・むつ市、岩手県宮古市・盛岡市・雫石町・水沢市で最大震度4。
  - 5月23日 チリ地震津波 - 南米チリ・バルディビア沖で発生した巨大地震に伴う津波。日本国内での死者142人。
- 1961年（昭和36年）
  - 2月2日 長岡地震 - Mj5.2、新潟県長岡市で最大震度4。死者5人。
  - 2月27日 日向灘で地震 - Mj7.0、宮崎県宮崎市・日南市・都城市で最大震度5。死者2人。
  - 8月12日 釧路沖で地震 - Mj7.2、北海道道東、浦河町で最大震度4。
  - 8月19日 北美濃地震 - Mj7.0、中部地方から近畿地方にかけて最大震度4。死者8人。
- 1962年（昭和37年）
  - 4月23日 広尾沖地震 - Mj7.1、北海道帯広市・広尾町で最大震度5。同年6月29日に十勝岳が噴火している[168]。
  - 4月30日 宮城県北部地震 - Mj6.5、岩手県、宮城県、山形県、福島県で最大震度4。死者3人。
- 1963年（昭和38年）10月13日 択捉島沖地震 - Mj8.1（Mw8.3[148] - 8.5）、北海道浦河町・帯広市で最大震度4。択捉島から宮城県までで津波を観測。
- 1964年（昭和39年）6月16日 新潟地震 - Mj7.5（Mw7.6）、死者26人。新潟県、山形県、宮城県、福島県で最大震度5。
- 1965年（昭和40年）
  - 4月20日 静岡地震 - Mj6.1、神奈川県、山梨県、静岡県で最大震度4。清水付近で大きな被害、死者2人。
  - 8月3日 - 1970年6月5日 松代群発地震 - 最大Mj5.4（1966年4月5日）、全地震のエネルギーの総計はM6.4相当。
- 1966年（昭和41年）3月13日 与那国島近海で地震 - Mj7.3、与那国島で最大震度5、死者2人。
- 1968年（昭和43年）
  - 2月21日 えびの地震 - Mj6.1、熊本県人吉市で最大震度5。死者3人。
  - 4月1日 日向灘地震 - Mj7.5、高知県宿毛市と宮崎県延岡市で最大震度5。死者1人。
  - 5月16日
    - 9時48分ごろ 十勝沖地震 - Mj7.9（Mw8.3）、北海道、青森県、岩手県で最大震度5、三陸沿岸で5mの津波。死者・行方不明者52人。三陸沖北部の固有地震[105]。
    - 19時39分ごろ 青森県東方沖で地震 - Mj7.5、北海道浦河町・広尾町で最大震度5。1968年十勝沖地震の最大余震[155]。

  - 6月12日 三陸沖で地震 - Mj7.2、青森県、岩手県、宮城県で最大震度4。1968年十勝沖地震の余震[155]。
  - 10月8日 小笠原諸島西方沖で地震 - Mj7.3、深さ460km[3]。福島県、茨城県、千葉県、東京都で最大震度3。
- 1969年（昭和44年）
  - 8月12日 色丹島沖地震 - Mj7.8（Mw8.2）、北海道広尾町・釧路市・根室市で最大震度4。
  - 9月9日 岐阜県中部地震 - Mj6.6、長野県三岳村で最大震度5。死者1人。

### 1970年代
- 1970年（昭和45年）5月27日 小笠原諸島西方沖で地震 - Mj7.1、深さ350km[3]。福島県、千葉県、東京都で最大震度3。
- 1971年（昭和46年）
  - 2月26日 新潟県上越地方で地震 - Mj5.5、新潟県上越市で最大震度4。死傷者13人。
  - 8月2日 十勝沖で地震 - Mj7.0、北海道浦河町で最大震度5。
- 1972年（昭和47年）
  - 2月29日 八丈島東方沖で地震 - Mj7.0、東京都八丈島で最大震度5。
  - 12月4日 八丈島東方沖地震 - Mj7.2、東京都八丈島で最大震度6。福井地震以来、震度6の観測事例が無く、この地震で24年ぶりに公式に震度6を観測した。
- 1973年（昭和48年）
  - 6月17日 根室半島沖地震 - Mj7.4（Mt8.1、Mw7.8[148]）、北海道釧路市、根室市で最大震度5。津波地震。
  - 6月24日 根室半島南東沖で地震 - Mj7.1、北海道釧路市で最大震度5。根室半島沖地震の最大余震[169]。
- 1974年（昭和49年）
  - 5月9日 伊豆半島沖地震 - Mj6.9、静岡県南伊豆町で最大震度5、死者30人。
  - 11月30日 鳥島近海で地震 - Mj7.3、深さ454km[3]、福島県、千葉県、東京都で最大震度4。
- 1975年（昭和50年）
  - 6月10日 北海道東方沖で地震 - Mj7.0（Mt7.9、Mw7.7）、北海道網走市・浦河町・釧路市・根室市で最大震度1。色丹島で4 - 3.5m、花咲港で95cmの津波を観測。
  - 6月29日 日本海西部で地震 - Mj7.3、深さ570km、埼玉県秩父市で最大震度3。
- 1978年（昭和53年）
  - 1月14日 伊豆大島近海の地震 - Mj7.0、東京都伊豆大島と神奈川県横浜市で最大震度5、死者25人。
  - 3月7日 東海道南方沖で地震 - Mj7.2、深さ440km、栃木県宇都宮市と千葉県千葉市で最大震度4。
  - 3月23日 択捉島南東沖で地震 - Mj7.0、北海道釧路市で最大震度3。
  - 3月25日 択捉島南東沖で地震 - Mj7.3、北海道帯広市・広尾町・釧路市・根室市で最大震度3。
  - 6月12日 宮城県沖地震 - Mj7.4（Mw7.4）、宮城県、岩手県、山形県、福島県で最大震度5、死者28人、津波あり。
  - 12月6日 択捉島付近で地震 - Mj7.2、深さ100km。北海道、青森県、岩手県で最大震度4。

### 1980年代
- 1980年（昭和55年）
  - 6月25日 - 7月 伊豆半島東方沖で群発地震 - 6月29日に最大Mj6.7、東京都伊豆大島と静岡県熱海市で最大震度5。
  - 9月25日 千葉県北西部で地震 - Mj6.0[170] - 6.1[171]、関東地方と静岡県で最大震度4、死者2人。
- 1981年（昭和56年）1月19日 三陸沖で地震 - Mj7.0、岩手県宮古市・盛岡市・一関市、宮城県仙台市で最大震度4。
- 1982年（昭和57年）
  - 3月21日 浦河沖地震 - Mj7.1、北海道浦河町で最大震度6。
  - 7月23日 茨城県沖で地震 - Mj7.0、福島県、茨城県、千葉県で最大震度4。
- 1983年（昭和58年）
  - 5月26日 日本海中部地震 - Mj7.7（Mt8.1、Mw7.7）、青森県深浦町、むつ市、秋田県秋田市で最大震度5、日本海に大津波、死者104人。
  - 6月21日 青森県西方沖で地震 - Mj7.1、北海道森町・江差町、青森県青森市・深浦町で最大震度4。日本海中部地震の最大余震。
  - 8月8日 山梨県東部で地震 - Mj6.0、東京都、神奈川県、山梨県、静岡県で最大震度4。死者1人。
- 1984年（昭和59年）
  - 1月1日 三重県南東沖で地震 - Mj7.0、深さ388km、福島県、栃木県、千葉県、東京都、神奈川県で最大震度4[172]。
  - 3月6日 鳥島近海で地震 - Mj7.6（Mw7.4）、深さ452km、福島県、栃木県、千葉県、東京都で最大震度4。
  - 6月13日 鳥島近海で地震 - Mj5.9（Ms5.4、Mt7.3）、深さ0km、神奈川県横浜市で最大震度1。八丈島で130cmから150cmの津波を観測。津波地震[173]。
  - 8月7日 日向灘で地震 - Mj7.1、愛媛県、大分県、熊本県、宮崎県で最大震度4。
  - 9月14日 長野県西部地震 - Mj6.8、長野県王滝村で推定震度6、山梨県、長野県、京都府で最大震度4。死者・行方不明者29人。
- 1987年（昭和62年）
  - 3月18日 日向灘で地震 - Mj6.6、宮崎県宮崎市で最大震度5。死者1人。
  - 5月7日 日本海北部で地震 - Mj7.0、深さ463km。北海道、青森県、岩手県、茨城県で最大震度2。
  - 12月17日 千葉県東方沖地震 - Mj6.7、千葉県銚子市、千葉市、勝浦市で最大震度5。死者2人（関東における戦後初の被害地震）。
- 1989年（平成元年）
  - 6月30日 - 7月24日 伊豆半島東方沖で群発地震 - 7月9日に最大Mj5.5、熱海市で最大震度4。7月13日に伊豆東部火山群の海底火山が噴火。
  - 11月2日 三陸沖で地震 - Mj7.1、青森県青森市・八戸市、岩手県大船渡市・盛岡市で最大震度4、久慈で1.3mの津波を観測。

### 1990年代 - 2000年
- 1993年（平成5年）
  - 1月15日 釧路沖地震 - Mj7.5（旧Mj7.8、Mw7.6）、北海道釧路市で最大震度6、死者2人。
  - 7月12日 北海道南西沖地震 - Mj7.8（Mt8.1, Mw7.7）、奥尻島で推定震度6、北海道江差町・小樽市・寿都町、青森県深浦町で最大震度5。死者・行方不明者230人。奥尻島などへの巨大津波で甚大な被害。
  - 10月12日 東海道南方沖で地震 - Mj6.9（旧Mj7.1）、栃木県、東京都、神奈川県で最大震度4。死者1人。
- 1994年（平成6年）
  - 7月22日 日本海北部で地震 - Mj7.3、深さ552km。福島県、茨城県、東京都で最大震度3。
  - 10月4日 北海道東方沖地震 - Mj8.2（旧Mj8.1、Mw8.3）、北海道釧路市・厚岸町で最大震度6、死者・行方不明者は北方領土で11人。
  - 10月9日 北海道東方沖で地震 - Mj7.3、北海道釧路市で最大震度4、北海道東方沖地震の最大余震。
  - 12月28日 三陸はるか沖地震 - Mj7.6（旧Mj7.5、Mw7.8）、青森県八戸市で最大震度6、死者3人。
- 1995年（平成7年）
  - 1月7日 岩手県沖で地震 - Mj7.2（Mw6.9）、青森県八戸市、岩手県盛岡市・葛巻町で最大震度5、三陸はるか沖地震の最大余震。
  - 1月17日 兵庫県南部地震（阪神・淡路大震災、阪神大震災） - Mj7.3（旧Mj7.2、Mw6.9）、兵庫県南部・淡路島北部で最大震度7、死者・行方不明者6,437人。当初は最大震度6だったが、実地検分により7に修正された。
  - 12月4日 択捉島南東沖で地震 - Mj7.3（Mw7.4）（北緯 44.58度、東経 149.39度）。北海道と青森県で最大震度2。根室 17 cm、八戸 13 cm、釧路 10cmの津波を観測。
- 1997年（平成9年）5月13日 鹿児島県北西部地震 - Mj6.4（旧Mj6.3、Mw6.2）、川内市で最大震度6弱。
- 1998年（平成10年）
  - 4月20日 - 5月 伊豆半島東方沖で群発地震 - 最大は5月3日にMj5.9（Mw5.6）、東京都伊豆大島と静岡県熱海市・伊東市で最大震度4。
  - 5月4日 石垣島南方沖地震 - Mj7.7（旧Mj7.6、Mw7.5）、先島諸島で最大震度3。一時津波警報発表。
  - 8月20日 小笠原諸島西方沖で地震 - Mj7.1（Mw7.0）、深さ467km。埼玉県、千葉県、東京都で最大震度3。
  - 9月3日 岩手県内陸北部で地震 - Mj6.2（旧Mj6.1、Mw5.9）、岩手県雫石町で最大震度6弱。
- 2000年（平成12年）
  - 1月28日 根室半島南東沖で地震 - Mj7.0（Mw6.8）、深さ59km、北海道釧路市・厚岸町・中標津町・別海町・根室市で最大震度4。
  - 3月28日 硫黄島近海で地震 - Mj7.9（Mw7.6）、深さ128km、小笠原諸島父島で震度3。
  - 6月26日 - 8月 新島・神津島・三宅島近海で群発地震 - 7月8日に三宅島で噴火開始。
    - 7月1日 - 神津島近海、Mj6.5（Mw6.2）、神津島で最大震度6弱。死者1人。
    - 7月9日 - 神津島近海、Mj6.1、神津島で最大震度6弱。
    - 7月15日 - 新島近海、Mj6.3（Mw6.1）、新島で最大震度6弱。
    - 7月30日 - 三宅島近海、Mj6.5（Mw6.5）、三宅島で最大震度6弱。
    - 8月18日 - 神津島近海、Mj6.1、式根島で最大震度6弱。

  - 8月6日 小笠原諸島西方沖で地震 - Mj7.2（Mw7.3）、深さ445km、小笠原諸島父島で最大震度4。
  - 10月6日 鳥取県西部地震 - Mj7.3（Mw6.8）、鳥取県境港市・日野町で最大震度6強（日野町で震度7相当を観測、防災科学技術研究所Kik-netの計測震度計による[174]）。

## 21世紀前半
注：2003年9月17日に気象庁マグニチュードの算出方法が改訂された。これにより、マグニチュードが改訂された地震については改訂前の値を括弧書きで併記している（例：2001年3月24日 芸予地震 - Mj6.7（旧Mj6.4））。

### 2000年代
- 2001年（平成13年）
  - 3月24日 芸予地震 - Mj6.7（旧Mj6.4、Mw6.8）、広島県河内町・大崎上島町、熊野町で最大震度6弱、死者2人。フィリピン海プレート内部の地震。
  - 12月18日 与那国島近海で地震 - Mj7.3（Mw7.1）、沖縄県与那国島・西表島で最大震度4、西表島で最大高20cmの津波を観測。
- 2002年（平成14年）3月26日 石垣島近海で地震 - Mj7.0（Mw6.5）、沖縄県黒島、波照間島で最大震度1。
- 2003年（平成15年）
  - 5月26日 宮城県沖で地震（三陸南地震、宮城県北部沖地震、東北地震） - Mj7.1（Mw7.0）、岩手県・宮城県で最大震度6弱。太平洋プレート内部の地震。
  - 7月26日 宮城県北部地震[注 18] - Mj6.4（Mw6.1）、宮城県南郷町・矢本町・鳴瀬町で最大震度6強。
  - 7月27日 日本海北部で地震 - Mj7.1（Mw6.7）、深さ487km。青森県、岩手県、宮城県で最大震度3。
  - 9月26日
    - 4時50分ごろ 十勝沖地震 - Mj8.0（Mw8.0 - 8.3）、北海道新冠町・静内町・浦河町・鹿追町・幕別町・豊頃町・忠類村・釧路町・厚岸町で最大震度6弱、死者・不明者2人。津波警報が発表され2mを超える津波が来襲し2人が飲み込まれ、2年後に1人が遺体で発見された。
    - 6時8分ごろ、十勝沖で地震 - Mj7.1（Mw7.4）。北海道浦河町で最大震度6弱。十勝沖地震の最大余震。
- 2004年（平成16年）
  - 9月5日 紀伊半島南東沖地震
    - 19時7分 三重県南東沖で地震[注 19] - Mj7.1（Mw7.3）、最大震度5弱。津波を観測。
    - 23時57分 三重県南東沖で地震[注 20] - Mj7.4（Mw7.5）、最大震度5弱。津波を観測。

  - 10月23日
    - 17時56分ごろ 新潟県中越地震（新潟県中越大震災） - Mj6.8（Mw6.7）、新潟県川口町で最大震度7。計測震度計で震度7が観測された最初の地震。死者68人（うち災害関連死が52人）。川口町の地震計で当時世界最高の2,516ガルを記録。
    - 18時11分ごろ 新潟県中越地方で地震 - Mj6.0、小千谷市で最大震度6強。新潟県中越地震の余震。
    - 18時34分ごろ 新潟県中越地方で地震 - Mj6.5（Mw6.4）、川口町、長岡市、十日町市で最大震度6強。新潟県中越地震の最大余震。

  - 10月27日 新潟県中越地方で地震 - Mj6.1、魚沼市で最大震度6弱。新潟県中越地震の余震。
  - 11月29日 釧路沖で地震 - Mj7.1（Mw7.0）、北海道弟子屈町、釧路町、別海町で最大震度5強、深さ48km。一時津波注意報が北海道太平洋沿岸東部に発表。
  - 12月14日 留萌支庁南部で地震 - Mj6.1（Mw5.8）、気象庁による観測では北海道苫前町で最大震度5強[3]。防災科学技術研究所による強震観測網では北海道小平町で震度6弱を観測[175][176]。
- 2005年（平成17年）
  - 3月20日 福岡県西方沖地震 - Mj7.0（Mw6.7）、福岡県福岡市・糸島市、佐賀県みやき町で最大震度6弱[注 21]、福岡市で死者1人。
  - 8月16日 宮城県沖で地震 - Mj7.2（Mw7.1）、宮城県川崎町で最大震度6弱。宮城県沖地震の1つとみられる[150]。
  - 11月15日 三陸沖で地震 - Mj7.2（Mw7.0）、北海道から関東にかけて最大震度3。大船渡市で最大50cmの津波観測。アウターライズ地震。
- 2007年（平成19年）
  - 3月25日 能登半島地震 - Mj6.9（Mw6.6）、石川県穴水町・輪島市・七尾市で最大震度6強。死者1人、小さいながら津波も発生した。
  - 7月16日 新潟県中越沖地震 - Mj6.8（Mw6.7）、新潟県長岡市・柏崎市・刈羽村、長野県飯綱町で最大震度6強。柏崎刈羽原子力発電所では震度7相当との試算がある[178][注 22]が、計測地震計によるものではない。柏崎市を中心に家屋倒壊や土砂崩れなどの被害。死者15人。局所的に最大1mの津波を観測。
- 2008年（平成20年）
  - 5月8日 茨城県沖で地震 - Mj7.0（Mw6.8）、茨城県水戸市と栃木県茂木町で最大震度5弱。1時45分に本震、同日1時2分ごろにMj6.4、その14分後にMj6.3の地震。
  - 6月14日 岩手・宮城内陸地震 - Mj7.2（Mw7.0）、岩手県奥州市と宮城県栗原市で最大震度6強。山崩れや地滑りが多発。死者・行方不明者23人。一関市の西部で観測された4,022ガルがギネス世界記録に認定[179]。
  - 7月24日 岩手県沿岸北部で地震 - Mj6.8（Mw6.8）、深さ108km。青森県八戸市・五戸町・階上町、岩手県九戸郡野田村で最大震度6弱。死者1人。なお、岩手・宮城内陸地震との関連性は薄いとされている。
  - 9月11日 十勝沖で地震 - Mj7.1（Mw6.7）。北海道新冠町、新ひだか町、浦幌町、大樹町で最大震度5弱。
- 2009年（平成21年）
  - 8月9日 東海道南方沖で地震 - Mj6.8（Mw7.0[180] - 7.1）、深さ333km、関東から東北地方南部にかけて最大震度4[181][182]。
  - 8月11日 駿河湾で地震 - Mj6.5（Mw6.3）[183]、静岡県御前崎市・牧之原市・焼津市・伊豆市で最大震度6弱。死者1人。最大40cmの津波を観測。気象庁は史上初の東海地震観測情報を発表[184]。

### 2010年代
- 2010年（平成22年）
  - 2月27日 沖縄本島近海で地震 - Mj7.2（Mw7.0）[185]。沖縄県糸満市で最大震度5弱。負傷者2名。沖縄本島地方に一時津波警報が発表された。南城市で10cmの津波を観測。
  - 11月30日 小笠原諸島西方沖で地震 - Mj7.1（Mw6.8）[186]、深さ494km[187]、関東から東北地方南部の広い範囲で最大震度3[188]。
  - 12月22日 父島近海で地震 - Mj7.4[189] - 7.8[190]（Mw7.3[190] - 7.4[191]）、父島と母島で最大震度4。小笠原諸島に一時津波警報が発表された。伊豆諸島で0.5m[注 23]、八丈島で最大60cmの津波を観測[193]。
- 2011年（平成23年）
  - 3月9日 三陸沖で地震 - Mj7.3（Mw7.3）[194]。宮城県登米市・美里町・栗原市で最大震度5弱。最大60cmの津波を観測。東北地方太平洋沖地震の前震とみられる。
  - 3月11日
    - 14時46分ごろ 東北地方太平洋沖地震（東日本大震災） - Mw（モーメントマグニチュード）9.0 - 9.1[195]（Mj8.4、日本の地震観測史上最大）。宮城県栗原市で最大震度7。他に東日本の8県（岩手、宮城、福島、茨城、栃木、群馬、埼玉、千葉）で震度6弱以上を観測。死者・行方不明者約2万2000人（うち災害関連死が約3,500人）。戦後最悪の震災。北海道から関東地方にかけて太平洋沿岸部への巨大津波で甚大な被害。福島第一原子力発電所事故を招く。3月11日以降の数日間に震源域から離れた場所で発生した地震も、誘発させた可能性が指摘されている[196]。
    - 15時8分ごろ 岩手県沖で地震 - Mj7.4（Mw6.7[197] - 7.4）[198]。青森県と岩手県で最大震度5弱。東北地方太平洋沖地震の余震。
    - 15時15分ごろ 茨城県沖で地震 - Mj7.6（Mw7.7 - 7.9[199]）[200]。茨城県鉾田市で最大震度6強。東北地方太平洋沖地震の最大余震。
    - 15時25分ごろ 三陸沖で地震 - Mj7.5（Mw7.5 - 7.7[201]）[202]。北海道、東北地方、関東地方の広い範囲で最大震度4。東北地方太平洋沖地震の余震。アウターライズ地震。

  - 3月12日 長野県北部で地震 - Mj6.7（Mw6.3[203] - 6.4[204]）。長野県栄村で最大震度6強、死者3人[205]。東北地方太平洋沖地震の誘発地震[206]。
  - 3月15日 静岡県東部で地震 - Mj6.4（Mw6.0）[207]。静岡県富士宮市で最大震度6強。東北地方太平洋沖地震の誘発地震[196]。
  - 4月7日 宮城県沖で地震 - Mj7.2（Mw7.1）[208]。宮城県栗原市、仙台市宮城野区で最大震度6強。死者4人。東北地方太平洋沖地震の余震。
  - 4月11日 福島県浜通りで地震 - Mj7.0（Mw6.6[209] - 6.7[210] - Mw6.8[211]）[208]。福島県いわき市・古殿町・中島村、茨城県鉾田市で最大震度6弱。死者4人。東北地方太平洋沖地震の余震。
  - 4月12日 福島県中通りで地震 - Mj6.4（Mw5.9[212] - 6.0[213]）。福島県いわき市、茨城県北茨城市で最大震度6弱。東北地方太平洋沖地震の余震。
  - 6月30日 長野県中部で地震 - Mj5.4（Mw5.0）[214]、長野県松本市で最大震度5強。死者1人[215]。東北地方太平洋沖地震の誘発地震[216]。
  - 7月10日 三陸沖で地震 - Mj7.3（Mw7.0）[208]。岩手県、宮城県、福島県で最大震度4。岩手県大船渡港、福島県相馬港で10cm、宮城県仙台港で12cmの津波を観測[217]。東北地方太平洋沖地震の余震。
  - 10月3日 - 25日 富山県東部の長野県との県境近くで群発地震。10月3日にM3.9（最大震度2）の地震が発生して以降、10月5日にMj5.4（Mw5.2、最大震度3）、Mj5.2（Mw5.2、最大震度4）、10月6日にMj4.7（Mw4.8、最大震度3）の地震が相次ぐ[218]。10月7日のMj2.4（最大震度1）の地震による落石で死者1人[219]。
  - 11月8日 沖縄本島北西沖で地震 - Mj7.0（Mw6.8[220] - 6.9[221]）、深さ217km。沖縄本島地方で最大震度4[222]。
- 2012年（平成24年）
  - 1月1日 鳥島近海で地震 - Mj7.0（Mw6.8[223] - 6.9[224]）、深さ約370km。東北から関東の広い範囲で最大震度4[225]。
  - 3月14日
    - 18時8分ごろ 三陸沖で地震 - Mj6.9（Mw6.9[226] - 7.0[227]）。北海道、青森県、岩手県で最大震度4。八戸港で21cmの津波を観測。アウターライズ地震[228]。
    - 21時5分ごろ 千葉県東方沖で地震 - Mj6.1（Mw5.9）[229]。千葉県と茨城県で震度5強。死者1人[230]。東北地方太平洋沖地震の余震。

  - 12月7日 三陸沖で地震 - Mj7.3（Mw7.3[231] - 7.4[232]）、深さ49km。青森県、岩手県、宮城県、茨城県、栃木県で最大震度5弱。死者2人。この地震の8秒前にM7クラス（Mw7.2[232]）と推定される地震が発生している[233]。東北地方太平洋沖地震の余震。
- 2013年（平成25年）
  - 2月2日 北海道十勝地方南部で地震 - Mj6.5（Mw6.9[234] - 7.0[235]）、深さ102km。北海道浦幌町・釧路市・根室市で最大震度5強[注 24]。
  - 4月13日 淡路島付近で地震 - Mj6.3（Mw5.8）[237]、深さ15km。淡路市で最大震度6弱[238][239]。
  - 4月17日 - 4月18日 三宅島近海で群発地震 - 4月17日 - 4月18日にかけて震度1 - 3の地震が相次ぐ。4月17日17時57分ごろの地震で三宅島で最大震度5強を観測[240]。
  - 10月26日 福島県沖で地震 - Mj7.1（Mw7.1[241] - 7.2[242]）、深さ56km[243]。宮城県、福島県、茨城県、栃木県で最大震度4[244]。東北地方太平洋沖地震の余震[244]。アウターライズ地震。
- 2014年（平成26年）
  - 7月12日 福島県沖で地震 - Mj7.0[245]（Mw6.5[246]）、深さ33km。宮城県、福島県、茨城県、栃木県で最大震度4。東北地方太平洋沖地震の余震[247]。
  - 11月22日 長野県北部で地震（長野県神城断層地震） - Mj6.7[248]（Mw6.2）、深さ5km。長野県長野市、小谷村、小川村で最大震度6弱。糸魚川静岡構造線の一部にあたる神城断層とその北方延長部の併せて約20kmの断層が活動した[249]。
- 2015年（平成27年）
  - 5月30日 小笠原諸島西方沖で地震 - Mj8.1（Mw7.8）、深さ682km。小笠原母島と神奈川県二宮町で震度5強。死者なし。気象庁によれば、1900年以降のM8以上の世界最深の地震[250][251]。47都道府県全てで震度1以上の揺れを観測した。
  - 11月14日 薩摩半島西方沖で地震 - Mj7.1（Mw6.7）、深さ17km。鹿児島県、佐賀県で最大震度4。中之島で30cmの津波を観測。
- 2016年（平成28年）
  - 4月14日 熊本地震の前震[注 25] - Mj6.5[253]（Mw6.2[254]）、深さ11km[253]。熊本県益城町で最大震度7[255]。翌日までに9人の死亡を確認[256]。
  - 4月15日 熊本県熊本地方で地震 - Mj6.4（Mw6.0）[257]、深さ7km。熊本県宇城市、益城町で最大震度6強[258]。
  - 4月16日 熊本地震の本震 - Mj7.3（Mw7.0）[259]、深さ12km。熊本県益城町、西原村で最大震度7[260]。前震を含めて死者276人（うち災害関連死が218人、豪雨による土砂災害の死者で地震との関連が認められた死者が5人。2019年4月12日現在）[261]。この地震の後、熊本県阿蘇地方と大分県でも地震活動が活発化した。本震の約32秒後に大分県中部でM5.7の地震が発生し大分県別府市と由布市で震度6弱を観測（ただしこの地震の震度は本震のものと区別不可能）[262]。
  - 10月21日 鳥取県中部で地震 - Mj6.6（Mw6.2）[263]、深さ11km[264]。鳥取県倉吉市、湯梨浜町、北栄町で最大震度6弱。
  - 11月22日 福島県沖で地震 - Mj7.4（Mw6.9）[265]、深さ25km[266]。福島県、茨城県、栃木県で最大震度5弱。宮城県仙台港で144cmの津波を観測[267]。東北地方太平洋沖地震の余震[266]。
  - 12月28日 茨城県北部で地震 - Mj6.3（Mw5.9）[268]、深さ11km[269]。茨城県高萩市で最大震度6弱。東北地方太平洋沖地震の余震[269]。
- 2018年（平成30年）
  - 6月18日 大阪府北部で地震 - Mj6.1（Mw5.6）[270]、深さ13km[271]。大阪府大阪市北区、高槻市、枚方市、茨木市、箕面市で最大震度6弱。死者6人[272]。
  - 9月6日 北海道胆振東部地震 - Mj6.7（Mw6.6）[273]、深さ37km[274]。北海道厚真町で最大震度7。死者42人[275]。
- 2019年（令和元年）6月18日 山形県沖で地震 - Mj6.7（Mw6.5）、深さ14km[276]。新潟県村上市で最大震度6強[277][278]。

### 2020年代
- 2020年（令和2年）2月13日 択捉島南東沖で地震 - Mj7.2（Mw6.9）、深さ155km[279]。北海道で最大震度4[280]。
- 2021年（令和3年）
  - 2月13日 福島県沖で地震 - Mj7.3（Mw7.1）、深さ55km。福島県、宮城県で最大震度6強。死者3人。東北地方太平洋沖地震の余震[281]。
  - 3月20日 宮城県沖で地震 - Mj6.9（Mw7.0）、深さ59km。宮城県で最大震度5強。東北地方太平洋沖地震の余震[282]。
- 2022年（令和4年）3月16日 福島県沖で地震 - Mj7.4（Mw7.3）、深さ57km。宮城県、福島県で最大震度6強。死者4人。2分前にM6.1の前震も発生。前震では最大震度5弱を観測。
- 2023年（令和5年）5月5日 石川県能登地方で地震（奥能登地震） - M6.5、深さ12km。石川県で最大震度6強。死者1人。
- 2024年（令和6年）
  - 1月1日 能登半島地震 - Mj7.6（Mw7.5）、深さ16km。石川県志賀町と輪島市で最大震度7。死者515人（うち災害関連死287人。2025年1月28日現在）[283]。
  - 4月17日 豊後水道で地震 - M6.6、深さ39km。愛媛県愛南町と高知県宿毛市で最大震度6弱。
  - 8月8日 日向灘で地震 - Mj7.1（Mw7.0）、深さ30km。宮崎県日南市で最大震度6弱。

## 規模の大きな地震

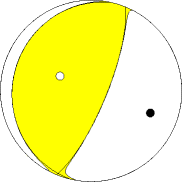
東北地方太平洋沖地震のM9.0の本震のCMT解（下半球等積投影法、気象庁による速報）

観測史上最大規模の地震は、2011年に発生した東北地方太平洋沖地震（東日本大震災）で、モーメントマグニチュード（Mw）9.0の超巨大地震であった。近代観測が始まる前の歴史地震では、1707年の宝永地震、1611年の慶長三陸地震、869年の貞観地震、684年の白鳳地震もM9クラスの超巨大地震であった可能性がある。
陸域で発生した震源の浅い地震では、1891年の濃尾地震がM8.0と推定され、観測史上最大とされる。海溝型地震である1923年の関東地震（関東大震災）も、震源は陸域にあり、M7.9の巨大地震だった。歴史地震では、1586年の天正地震は震源などが不明だが、濃尾地震をも上回る広大な範囲で被害が記録されており、M7.8 - 8.2と推定されている。

## 被害の大きな地震
| 順位 | 名称                                 | 発生日         | 死者・行方不明者数（人） | 規模（M） |
| ---- | ------------------------------------ | -------------- | ------------------------ | --------- |
| 1    | 関東地震（関東大震災）               | 1923年9月1日   | 105,385                  | 7.9       |
| 2    | 東北地方太平洋沖地震（東日本大震災） | 2011年3月11日  | 22,312                   | 9.0       |
| 3    | 明治三陸地震                         | 1896年6月15日  | 21,959                   | 8.2       |
| 4    | 濃尾地震                             | 1891年10月28日 | 7,273                    | 8.0       |
| 5    | 兵庫県南部地震（阪神・淡路大震災）   | 1995年1月17日  | 6,437                    | 7.3       |
| 6    | 福井地震                             | 1948年6月28日  | 3,769                    | 7.1       |
| 7    | 昭和三陸地震                         | 1933年3月3日   | 3,064                    | 8.1       |
| 8    | 北丹後地震                           | 1927年3月7日   | 2,912                    | 7.3       |
| 9    | 三河地震                             | 1945年1月13日  | 1,961                    | 6.8       |
| 10   | 昭和南海地震                         | 1946年12月21日 | 1,443                    | 8.0       |